# Татарская архитектура

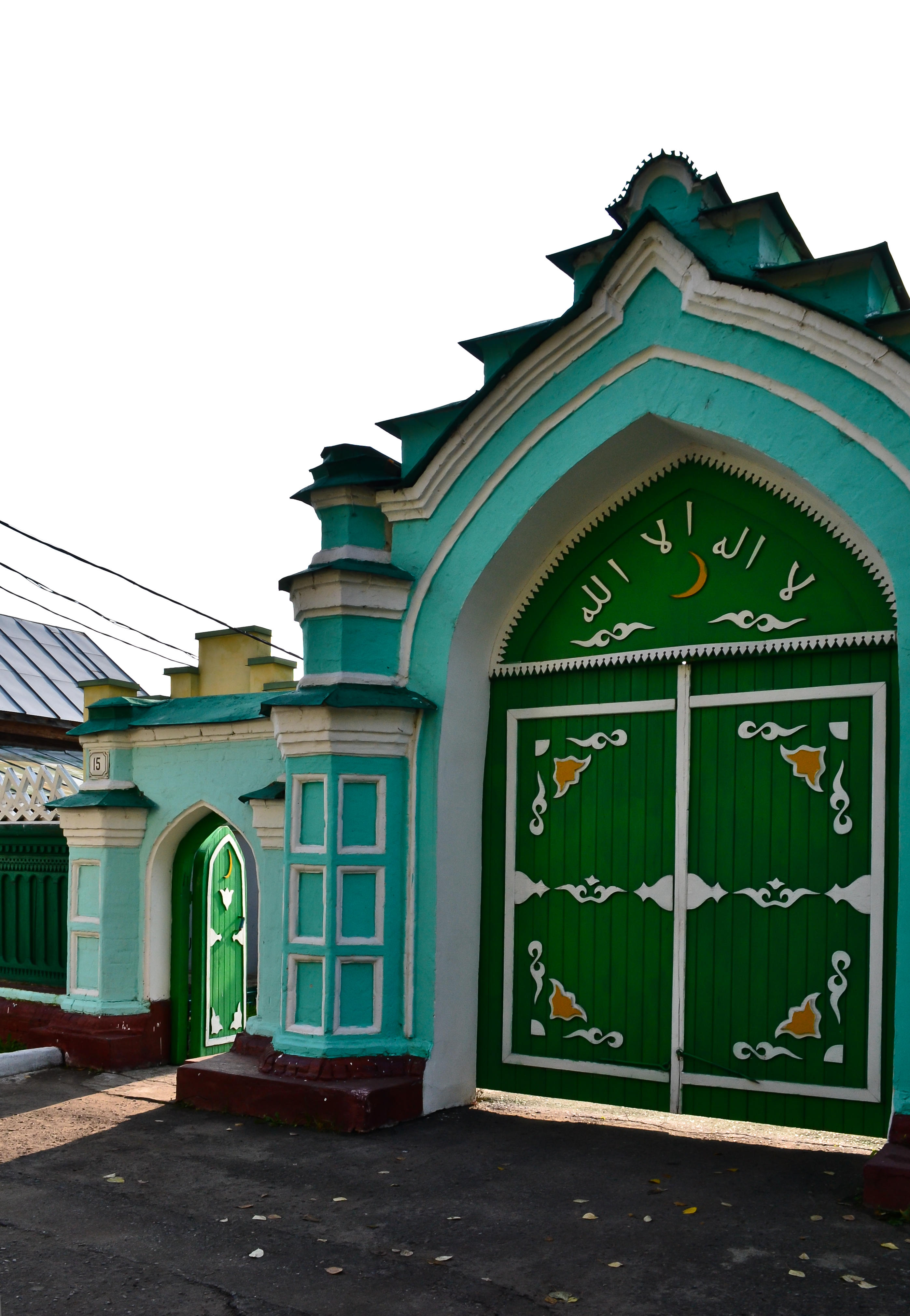
Ворота Азимовской мечети — пример сочетания татарского зодчества и эклектики

Татарская архитектура — совокупность построек, тесно связанных с историей татарского народа, сформировавшееся под влиянием оседлого и кочевого образа жизни в древние времена, развиваясь в эпохи Волжской Булгарии, Золотой Орды, Татарских ханств и под владычеством Российской империи. Архитектура в её современном виде формировалась на протяжении столетий и зависела от культуры, эстетики и религии населения, поэтому соединяет в себе уникальное сочетание восточного, русского, булгарского, золотоордынского зодчества, европейских стилей, господствовавших в России в то или иное время, что особенно чётко отражено на татарских мечетях (см. Мечеть с минаретом на крыше).

## История

### Раннее средневековье

#### Верхняя Волга
Следы памятников архитектуры оставили за собой татары юго-восточной Мещеры, мордовского, пензенского и нижегородского краёв. Памятники древнетатарского средневекового строительства и исламской архитектуры были оставлены в междуречье Волги и Оки. Так как в раннею эпоху население часто мигрировало, постоянно стирались старые и появлялись новые границы, разрушались и вновь строились города, уничтожались мечети — происходила утрата большей части памятников архитектуры и письменных источников по татарской архитектуре.
В X—XIII века в ранний неофеодальный период Волжской Булгарии произошёл расцвет каменного монументального развития в сельских и городских поселениях, тогда возникла булгарская школа градостроительства, сформировавшееся ещё до влияния эпохи Золотой орды и российского завоевания. Булгарские города отличались своими внушительными размерами и редкими застройками посада. В период Булгарии также усиливалось влияние исламской монументальной архитектуры, однако из-за сурового климата булгары разработали новый стиль строения мечетейː из дворцов в крытые отапливаемые здания с толстыми стенами, также многие особенности архитектуры были переняты у поволжских мусульман, у которых булгары переняли входной тамбур, подпол, чердачную конструкцию верхнего перекрытия, крышу с уклоном и оконные остекления. Другой исключительной особенностью булгарского ханства была традиция возведения деревянных мечетей, которые обязательно должны были строится в селениях, для дальнейшего распространения ислама.

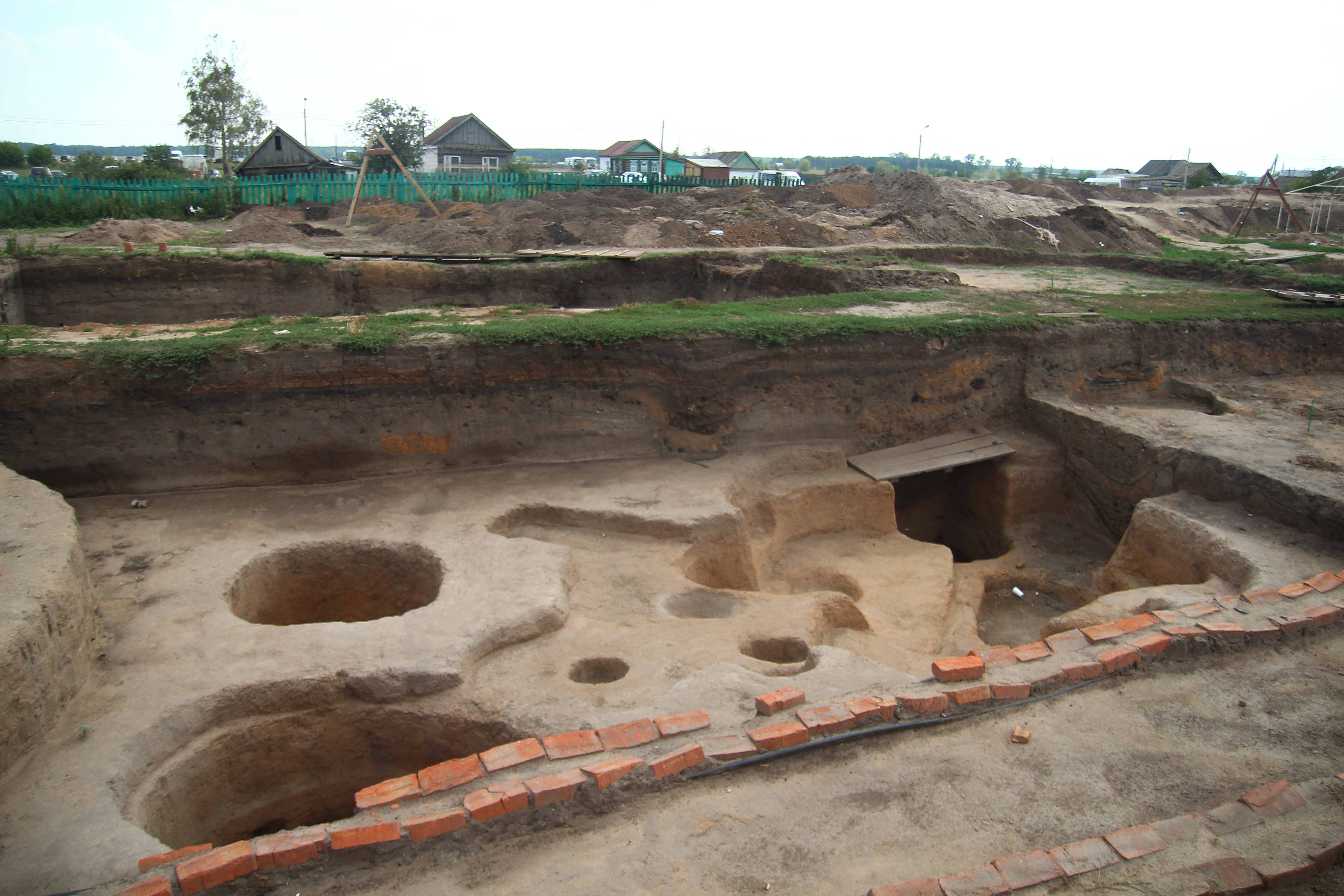
Фундамент здания булгарского городища, виден многоуровневый пол с крупными углублениями

Так как деревянные здания не могут долго существовать, до наших дней ни одной подобной мечети не сохранилось, но есть предположение, что мечети возводились в стиле деревянного булгарского зодчества. В связи с распространением ислама, булгарское зодчество начало подражать иранской, арабской и среднеазиатской архитектурам. Самая первая известная мечеть была построена в Булгаре в 737 году.
В период с X до начала XIII века начинают всё сильнее укрепляться исламские нормы, влияющие на зодчество, строительство мечетей. Изображения живности орнаментизировались, как в арабском искусстве, а прочие изображения заменялись словоначертаниями. Архитектура данного государства отличалась масштабностью и размахом и смелыми инженерными решениями, которые однако были утеряны в период монгольского владычества. Известно, что в городах среди крупных зданий особенно выделялись мечети и общественные бани. Существовали архаичные юртообразные постройки. Однако не известно окончательно, как осуществлялась планировка городов. Мечети выделались в 3 основных типаː сельская/квартальная мечеть с глинобитными и деревянными стенами и минаретом, а также «пятничная мечеть», как правило расположенная в центральных площадях городов и столичная мечеть «джами».
Древний булгарский жилой дом X века представлял собой сруб или глиннобитное сооружение, внутри здания находилась глинобитная печь. Рядом с печью находились 2 ямы-зернохранилища. Здания имели плоскую кровлю. Было установлено, что богатые люди того же времени позволяли себе строить кирпичные здания, и пристраивать к нему новые части.

### Золотая Орда
В ходе западного похода, монголами были захвачены в том числе Волжская Булгария и Половецкая степь, а также Крым. Завоевание подорвало городскую жизнь на этих территориях. Однако Монгольская Империя фактически распалась к середине XIII века и на её территории образовывается ряд государств, среди которых была и Золотая Орда, в которую вошли территории бывших Волжской Булгарии, западной части Половецкой степи, Северный Кавказ, а также Крым. Обретя самостоятельность при Мингу-Тимуре, в Золотой Орде началось интенсивное строительство новых городов, а также восстановление старых. В общей сложности в период Золотой Орды, на территории формирования современного татарского этноса (Поволжье, Причерноморские степи, Северный Кавказ и Крым), насчитывалось более 120 городов.

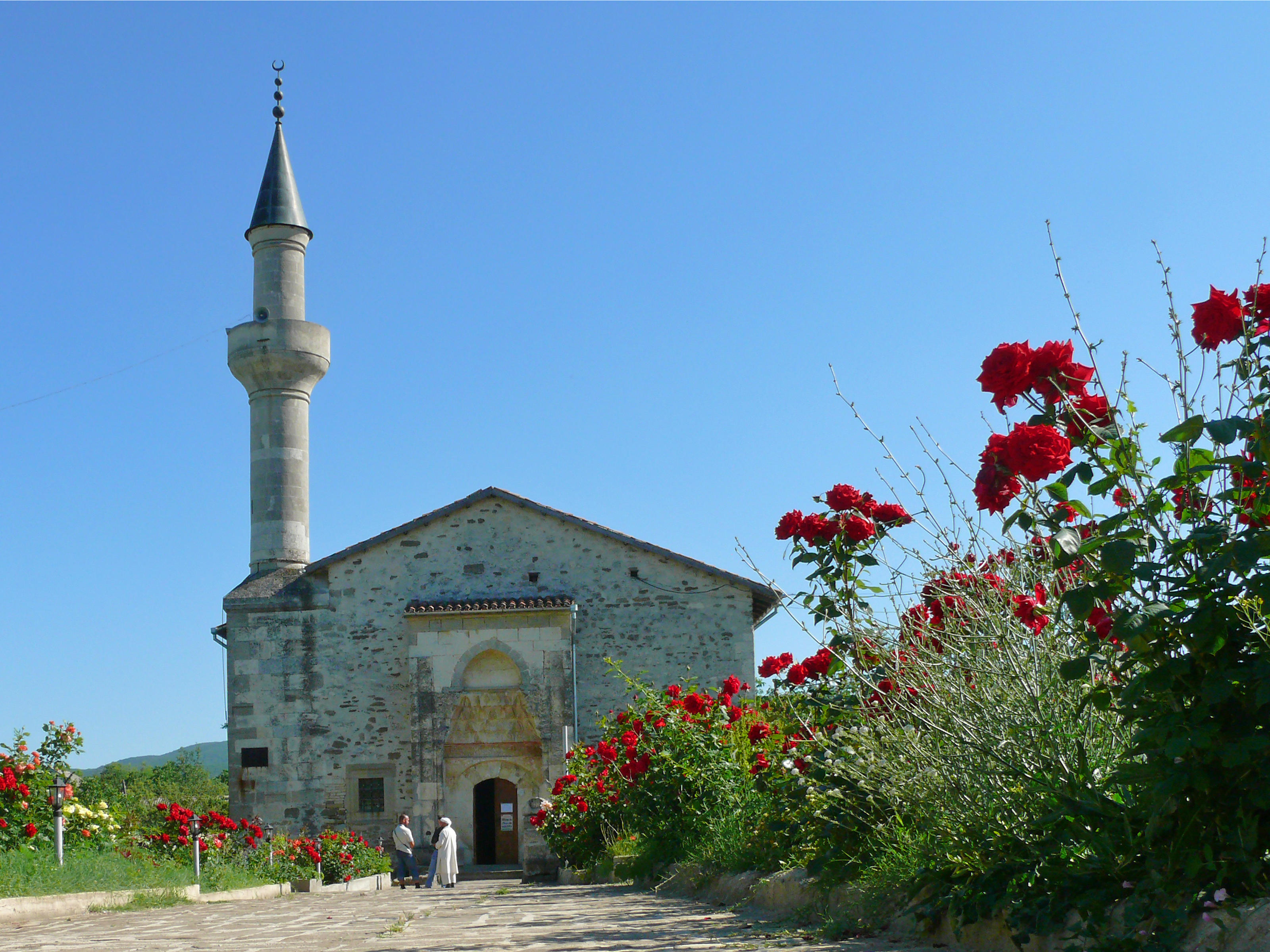
Мечеть хана Узбека в Крыму

В подавляющем большинстве случаев, города возникали на пустом месте, после строительства знатью крупных усадеб, повлекших строительство жилищ торговцев, ремесленников, а также простолюдинов-клиентов. В строительстве прослеживается четкая планировка городов с центром в середине и прямыми «проспектами» в стороны торговых путей, прокладкой арыков и строительством большого количества бань, мечетей, медресе и караван-сараев. Для архитектуры золотоордынских городов было присуще сильное влияние малоазийских (позже Османских) архитектурных техник. В архитектуре фортификационных сооружений появляется заметное влияние Генуи и Венеции на западе (крепости Аккерманская крепость, Янгишехир др.), а также Средней Азии на востоке. Многие города, как в Нижнем Поволжье и Причерноморских степях, были выстроены в области, не имевшей до этого городской культуры и не стесненных местными архитектурными традициями. В силу этого, города получили возможность развиваться вширь. Особенно данному обстоятельству способствовало отсутствие оборонительных стен, по причине как отсутствия внешней угрозы, так и в целях преодоления регионального или феодального сепаратизма.

Отличительными особенностями золотоордынских городов является большая ширина улиц, наличие оросительных каналов, канализации, подпольного отопления в постройках, а также усадебная планировка городов. 

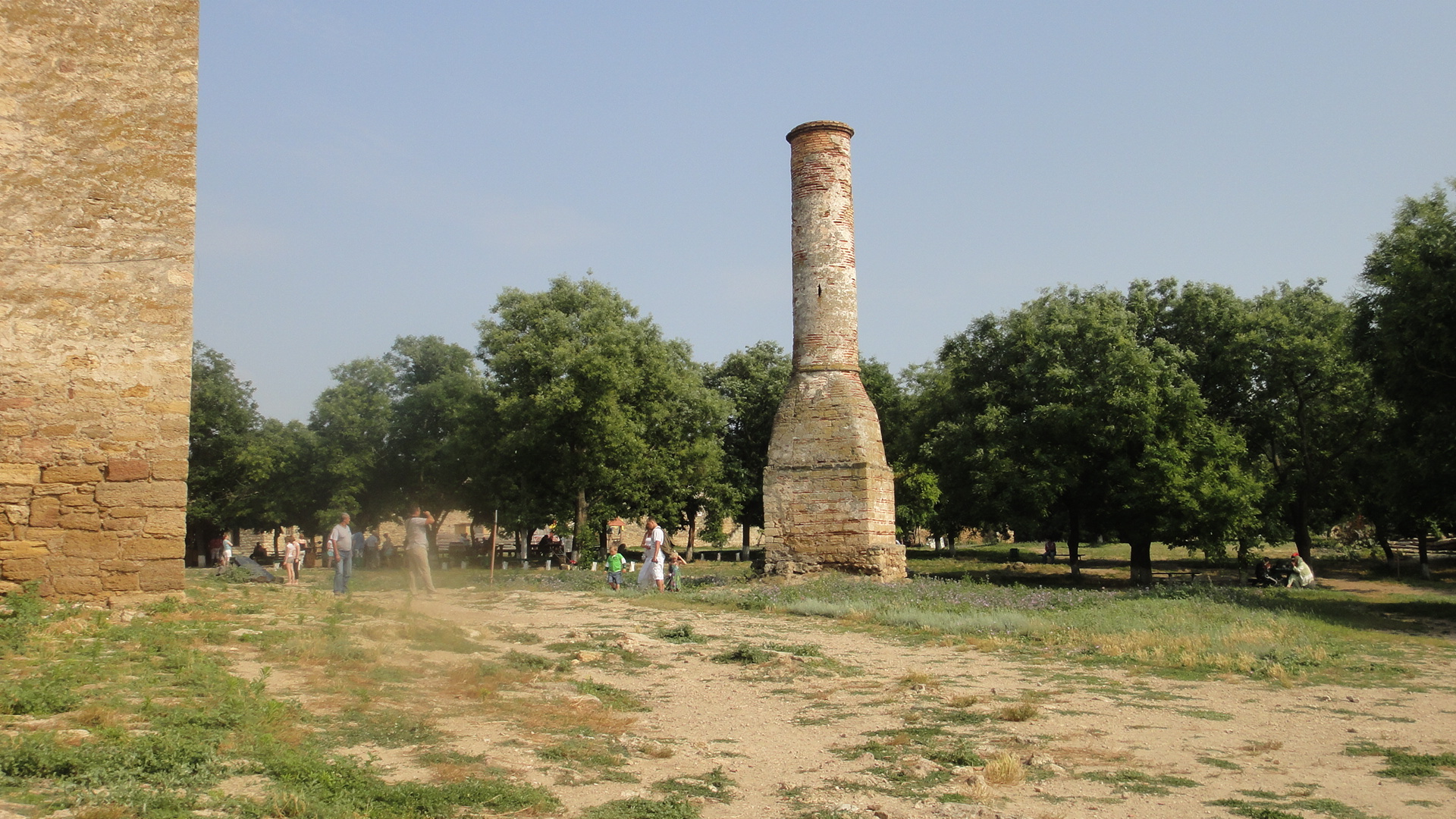
Остатки минарета мечети в одном из внутренних дворов Аккерманской крепости

 К времени Золотой Орды относится исламизация населения Поволжья, Северного Кавказа и Крыма. В городах начинается активное сооружение мечетей и медресе (из сохранившихся поныне можно отметить Мечеть хана Узбека в Крыму, Постройки г. Болгара в Татарстане и др.) .

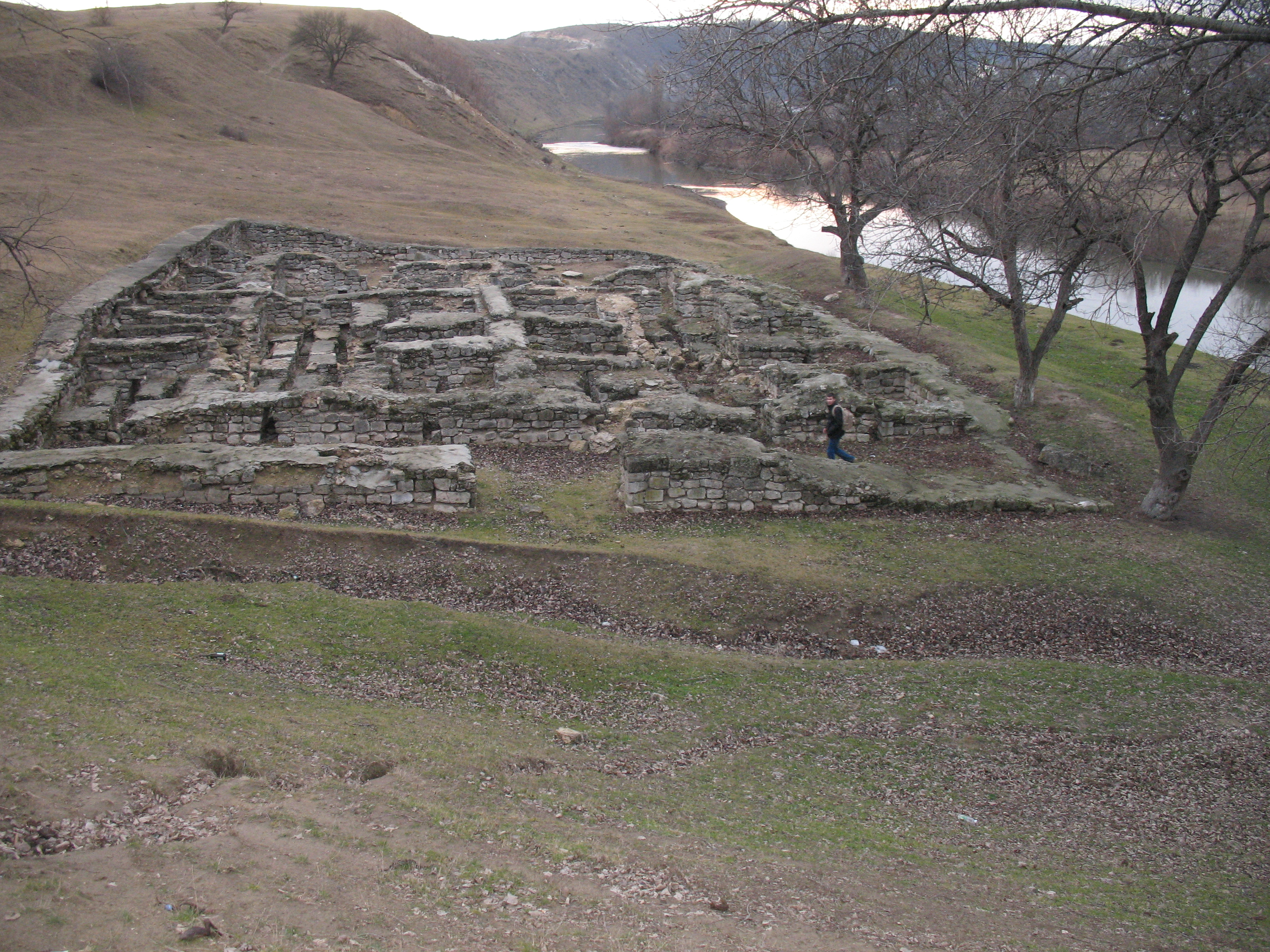
Руины татарской бани в селе Требужены (Старый Орхей)

С распространением ислама, в городах начинается активное сооружение бань с подпольным отоплением в малоазийском (византийском, отоманском) стиле.
В период Золотой Орды начинается сложение единой татарской политической нации, объединившей разные тюркоязычные и финно-угорские народы. Рост городов повлек за собой активное перемещение населения и его рост. Особенными размерами обладали центры улусов (областей). Бывшее степное население активно оседает в новых и старых городах, влияние степи стремительно уменьшается. Бывшие тюркские и тюркизированные племена превращаются в аристократические роды. Строительство и поощрение образования в Золотой Орде, привели к формированию старотатарского языка, на основе которого зарождается поэзия Золотой Орды (поэты Сафи-Сараи, Кутб, Хисам Кятиб, Махмуд Гали и другие).
Общее культурное пространство государства позволило быстро распространяться архитектурным стилям, что привело к изменению и объединению стилей городов Золотой Орды.
Материал строительства варьировался от места строительства и восстановления. В областях, где имелся камень, строительство велось из камня (особенно зданий общественных учреждений), в областях с преобладанием леса - строительство велось с использованием большого количества дерева, в областях, бедных как камнем, так и деревом, строительство велось глиняными кирпичами - фундамент выполнялся из обожженного кирпича, а остальные части стен из саманного.
Развитие прерывается великой замятней из-за выборного характера монархии, сопряженное с появлением нескольких групп, пытавшихся увеличить своё влияние и повлиять на избрание хана (городская аристократия, степные вожди, представители боковых линий Джучидов) Особенно губительным оказалась война Золотой Орды с Тамерланом, который уничтожил более трети всех городов и поселений, многие мастера были уведены в рабство для строительства Самарканда. Помимо войн, особую роль в падении государства сыграла Чёрная смерть  (чума), погубившая многих в XIV веке. Период Золотой Орды заканчивается гражданской войной, распадом государств на татарские ханства и отпадением вассальных государств (Руси, государства Орда Эджена и других).

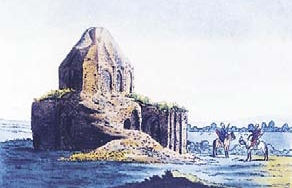
Развалины мавзолея города Маджар в 1793 году (рисунок П. С. Палласа)

На территории бывшего государства образуется несколько враждующих государств, претендующих каждая на власть во всех остальных татарских ханствах. Из доселе вассального Улуса Орда Эджена начинается вторжение кочевников-ногайцев, сыгравших особую роль в гражданской войне.
Гражданская война привела к уничтожению огромного количества городов Золотой Орды.

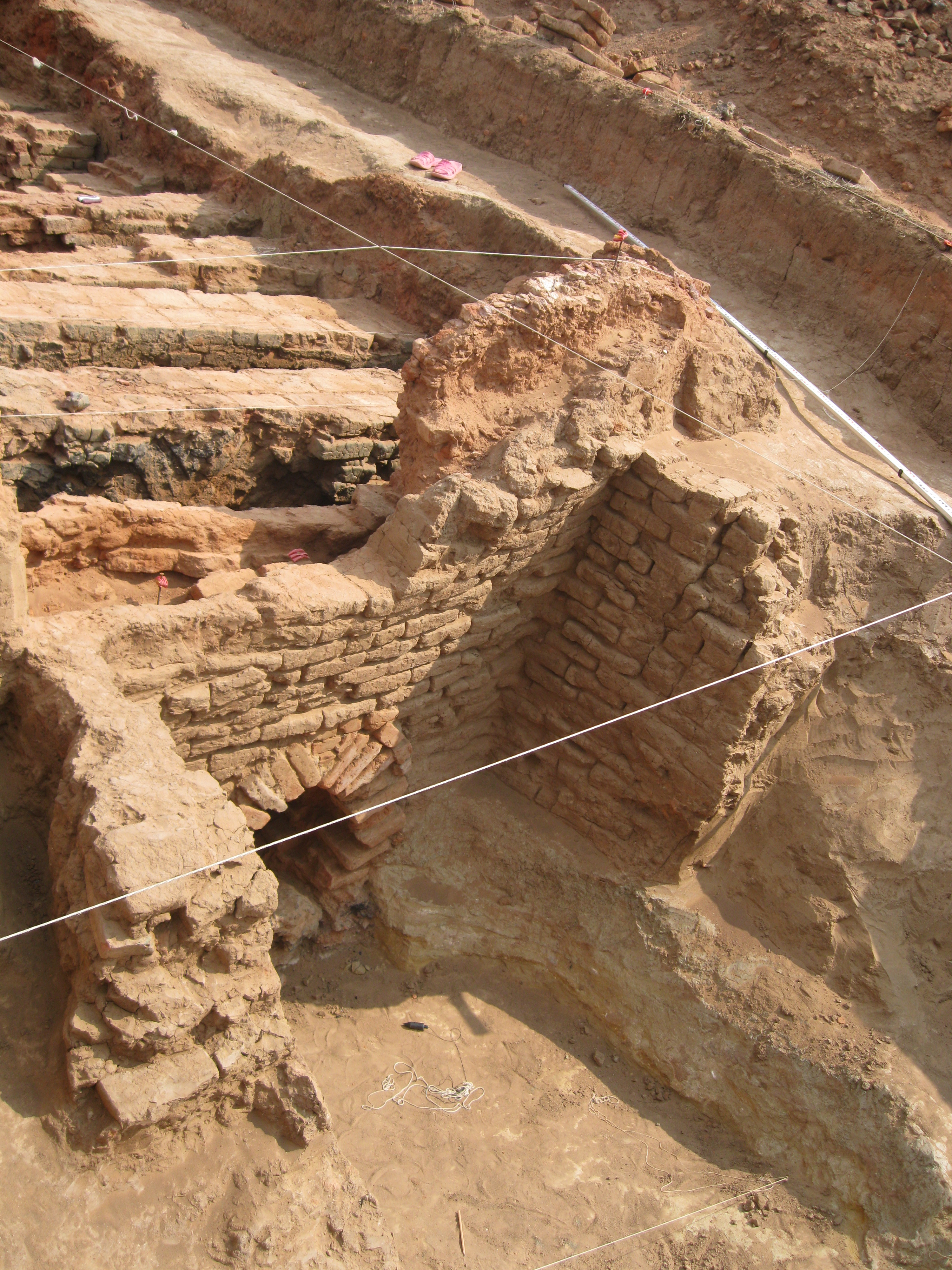
Раскопки столицы Золотой Орды - г.Старый Сарай. Горн по обжигу кирпича

В ходе гражданской войны, иностранного нападения и чумы, население начинает активно покидать города на Нижней Волге и перемещаться на Север и в Крым. Города приходят в запустение, постройки начинают разрушаться. В появившихся татарских ханствах начинается сооружение укрепленных городов-крепостей. Масштабы гражданского строительства резко падают.

### Касимов
В центре Мещеры русским князем Долгоруким было основано поселение ещё в XII веке, как опорный пункт юго-восточной границы. В XIII веке город был завоёван монголами, затем вошёл в состав Золотой Орды, а в XV веке на его месте было образовано Касимовское ханство, по сути являющееся вассальным государством Русского царства. До завоевания Казанского Ханства русскими, город Касимов был главным центром соприкосновения татарской и русской культур. Об архитектуре города было оставлено множество записей разными путешественниками из западных стран. Город на рубеже XV и XVI выл застроен татарскими и русскими слободами. В русских слободах преобладала деревянная застройка, в то время как в татарских — каменная с деревянной. Слобода представляла собой плотную архитектурную постройку с усадьбами придворных и ремесленниками с каменными мечетями. Здания богатых татарских землевладельцев не отличались большими размерами. В слободе имелись огороженные дворы, зачастую занимающие половину площади здания или крепости. Главная площадь была покрыта известняковым мощением и по периметру застроена покоями царя, его сеитов, мурз, беков и уланов. Здание дворца было прямоугольным и огорожено деревянным тыном. В 1467 году напротив дворца была построена каменная мечеть из белого известняка, представляющая собой кубическое центрическое здание с куполом и минаретом в углу. Сегодня минарет здания является старейшим сохранившемся памятником татарской архитектуры в Мещере, мечеть была разобрана и перестроена уже в другом стиле. После завоевания русскими Казани, Касимов постепенно стал утрачивать уникальную этноархитектуру, в том числе и культовую. И с тер пор наблюдалось всё более сильное влияние архитектуры, планировки Казани и провинциального русского классицизма. Фасады стали украшаться кирпичным орнаментом с известняковыми тёсанными деталями, популярным стало цветное стекло. За основу каменного декора использовалась булгарская орнаментика, а в деревянных орнаментах было заметно культуры верхнего Поволжья и Нижегородского края. Характерными частями жилого касимовского здания было крыльцо, гранённые сени, веранда, мезонин и башенки. До XIX века татарская слобода застраивалась гнездовой планировкой.

### Казанское ханство

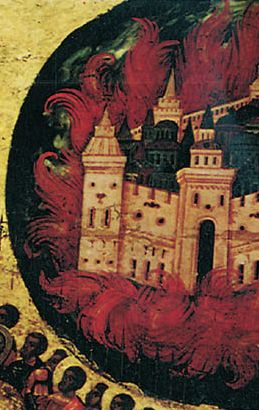
Взятие Казани, фрагмент из иконы

Во время упадка Золотой Орды татарские земли из-за феодальных междоусобиц приходят в хаос и упадок и в XV веке происходит миграция татар на север где впоследствии образуется новое государство Казанское ханство, в архитектуре начинает прослеживаться влияние русской и османской архитектуры. Также в XIII происходит мощная волна сельджукского влияния на архитектуру, в том числе и деревянную. Из-за того, что новое государство гораздо слабее, чем булгарское, традиция возводить огромные монументальные храмы отходит на второй план.
Архитектура Казанского ханства традиционно сочетает в себе стиль булгарского деревянного зодчества и исламской архитектуры, образовавшейся в период Золотой Орды, также новое место занимает османская архитектура, считающейся на тот момент самой прогрессивной в исламском мире.
Каменные дворцы возводились по подобию татарского жилища: имели два этажа, из двух двухэтажных срубов, которые объединяли сени, на крышах дворцов красовались башенки-бельведеры, а стены здания облицовывали поливными изразцами. В Казанском ханстве была возвращена традиция возведения деревянных мечетей с высокими и узкими минаретами, выходящим из центра двускатной крыши. Возведение деревянных мечетей выходит на новый уровень во время действия закона, запрещающего возводить каменные мечети в XVIII веке.
В период Казанского ханства возводится монументальная архитектура с длинными балконами, опирающиеся на колонны. Среди архитектуры Казани преобладали деревянные постройки, каменные дворцы и мечети в высокими минаретами, в которых хоронили казанских ханов, а их усыпальницы были роскошно украшены камнями и жемчугом. Мечети и дворцы упоминаются в письмах также и за пределами Казани. Для казанского и булгарского зодчества была свойственна контрастная ярусность и резкая ступенчатость зданий. В целом осталось очень мало сведений о архитектуре ханского периода, так как почти все наземные здания были разрушены. В Казани до взятия его русскими существовала восьми-минаретная мечеть, которая могла стать прообразом для московского храма Василия Блаженного на Красной площади в Москве, как символ победы христианства над исламом. А 9 центральный купол некогда был снят с той самой мечети, остальные купола также привезли на 12 подводах, однако этот вопрос с куполами и прообразом остаётся по сей день спорным.

### В составе Российской империи
По приказу Ивана Грозного существующие дворцы и храмы Казани были разрушены, а на их месте построены новые здания и церкви, был полностью заново построен Казанский кремль. Разгром казанского ханства сопровождался разорением всех основных культурных центров, массовыми убийствами и депортациями, в результате привели к национальному упадку культуры татар монументального зодчества. Несмотря на это, немало небольших сельских мечетей продолжали действовать в поселениях, а многие городские мечети перестраивались в церкви или здания другого назначения. Следующие века Татарстан в составе Российской империи начинает сосуществовать с русским народом. Вплоть до конца XVIII века в Татарстане не была возведена ни одна каменная мечеть, наоборот, шло систематическое и постепенное разрушение каменных мечетей, созданных в период Золотой орды и Казанского ханства. Только во время епископа казанского Луки Конашевича было разрушено 418 каменных и деревянных мечетей, среди которых были и новые на тот период. Однако уничтожение затрагивали исключительно культовые памятники, в то время, как светские памятники татарского зодчества тронуты не были. После всплеска антироссийских настроений среди татар, Российская империя возвратила права на возведение мечетей, но со строгими ограничениями в размерах и количествах. В частности, по новому указу мечети не дозволялось строить вблизи русских поселений и «новокрещённых иноверцев». Также указ гласил, что помимо отсутствия православного населения для постройки мечети было необходимо, чтобы её приход составлял не менее 200 мужчин. На практике строительство деревянных мечетей продолжалось активно, даже там, где население крестилось. В таких случаях власть могла применять репрессии к сельским общинам. Сельские мечети представляли собой в основном двухэтажные деревянные здания в стиле татарского зодчества и прямоугольные здания на высоком цокольном этаже, с высокой вальмовой крышей и оштукатуренными стенами, а минарет воздвигался на коньке крыши, так как отдельно построенный минарет был неустойчив при ветре. Стены мечети окрашивались охрой, фронтоны здания и стержень минарета выкрашивали ультрамарином, здание также украшали белыми фризами и зелёными карнизами. Красиво-декорированное полукруглое фронтонное окно раскрашивалось в белый и зелёный цвета. Нередко из-за того, что при строительстве очередной мечети её лицевая сторона обращалась в сторону Мекки, здание располагалось под углом к уличной застройке.

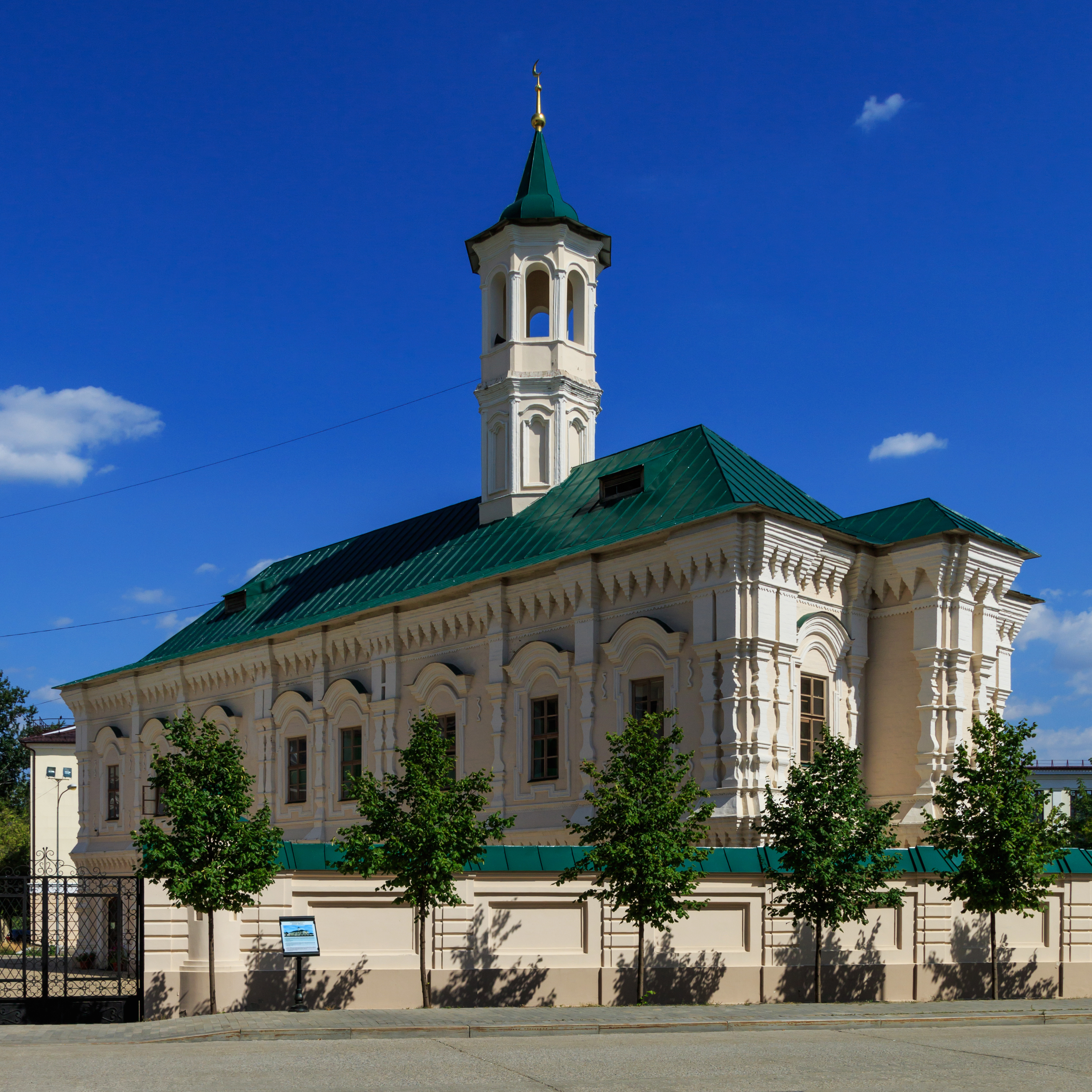
Апанаевская мечеть, Казань

Ограничения на строительство мечетей были значительно ослаблены в XVIII веке, за счёт которых появилась возможность снова возводить каменные храмы. Однако закон по-прежнему запрещал возводить мечети при наличии в селе христиан. В конце XVIII века Санкт-Петербургская строительная комиссия выпустила альбомы образцовых мечетей для массового строительства.
После указа 13 декабря 1817 года о «Об устройстве деревень и церковных зданий» ограничения на строительство мечетей были сняты и в более крупных городах по заказам мусульманских общин в XVIII — начале XX веков начали массово возводиться монументальные мечети по разработкам русских архитекторов. Они представляют собой в основном синтез татарского зодчества, господствовавших стилевых направлений российской архитектуры определённого времени, и далеки от мусульманской архитектуры. Однако в маленьких поселениях продолжают возводиться мечети, следуя строгим канонам булгарского зодчества, поэтому образовались 2 основные ветви татарской культовой архитектуры: прогрессирующая городская и ортодоксальная сельская. Несмотря на эти особенности, архитектурное направление мечетей не могло развиваться свободно в составе государства, которое определяло христианство как господствующую религию, поэтому большинство мечетей не отличались ни смелыми архитектурными решениями, ни своими размерами. Во второй половине XIX века архитектура татарского зодчества начинает выделяться яркой полихромией, и всё большей популярностью пользуется полосатая раскраска обшитых тесом поверхностей, которая становится отличительной особенностью татарского зодчества в отличие от русского и финно-угорского. Незадолго до революции на всей территории Российской империи происходит возрождение исламской архитектуры, в том числе и в Татарстане. Так, если в 1856 году в 18 губерниях насчитывалось 3478 мечетей, то к 1912 году их были уже 6144 единиц. Однако это длится лишь до событий революции 1917 года.
В жилищах дореволюционного типа всю переднюю часть дома обставляли невысокими и широкими нарами — сэкэ. На них спали, работали, ели, принимали гостей и т. д. Во время сна сэкэ огораживались занавесью — чаршау. В каждом доме хранились сундуки, покрытые ковриками, также к боковой стене приставлялись столы, на которых однако не ели, а самовар или посуду на подносе. У задней стены дома располагался шкаф, который был либо закрытым, со стеклянным верхом, или открытым в виде полок, на полках из жердей хранились в изобилии запасные постельные принадлежности. В самом здании находилось мало мебели, но очень много ковров и тканевых изделий.

### Новейшее время
Урон, нанесённый культовым и монументальным памятникам Татарстана в период существования СССР соразмерен с худшими периодами средневековья. После революции начался процесс нивелирования этнокультуры и почти полного уничтожением культовых зданий. Строительство культовых сооружений оставалось в некоторых сёлах до 30-х годов. Однако в период СССР были разрушено или перестроено большинство культовых памятников Татарстана. Строительство мечетей возрождается лишь к 80-х годах и осуществляется в двух направлениях: традиционном (татарское зодчество с минаретом на крыше) и универсальным. В проектах мечетей стали прослеживаться новаторские идеи и попытки возрождения архитектурного наследия казанского ханства. С другой стороны строительство мечетей никто не координировал, поэтому многие здания отличаются низким качеством.
До 1950 года в татарских селениях преобладали срубные четырёх-стенные дома, покрытые соломой, у входа всегда стояла хлебопекарная печь с котлом, однако не упиралась об стену. Печь и стену соединяла глухая перегородка, разделявшая дом на женскую и мужскую половину. В женской части также находилась кухня — пачмак. В домах более бедных семьей кухня делалась в перегородке, которая закрывалась занавеской при появлении посторонних в доме. По мере роста экономики и уровня жизни привёл к полному обновлению жилищного фонда в деревнях, всё чаще стали строить дома из камня или кирпича, а соломенные крыши полностью заменили на шиферные или железные. Избы стали строить с прирубом — «тур як», или чистой/передней половиной которая использовалась как спальная комната и гостиная. Остальное здание делилось на «тёмную половину», которая служила одновременно прихожей, кухней и столовой. Дома при возможности расширяли для создания большего количества комнат, а в крупных пятистенных домах пристраивали ещё дополнительные прирубы. В более позднее время ко многим домам стали пристраивать застеклённую террасу, служащую одновременно столовой и спальней летом. В наше время среди новых построек в Татарстане преобладают кирпичные здания.

## Усадьба
Татарская культура на протяжении последних столетий взаимодействовала с русской, поэтому татарские традиционные усадьбы во многом схожи с русскими, но имеют ряд основательных отличий: во первых, дома должны быть огорожены изгородью со стороны фасада, а сам дом располагаться как минимум 2 метра от улицы, это связано с оборонительными традициями народа, и также закрытым образом жизни татарских женщин. Сами дома были разделёны на мужскую и женскую половины. Главную роль в украшении зданий играли не резьба по дереву, как в русских избах, а яркие и мелко-расписные изображения, состоящие в основном из желтых, белых, голубых и зеленых тонов, краски обычно не смешивались, что предавало росписям особую чёткость и яркость. Наибольшей росписи подвергались ворота здания, на домах в основном изображались: солнце, знаки геометрии, символы из мифологии, птицы, цветы и другое, Окна зданий украшались резными наличниками, которые особенно были красивыми у чердачных маленьких окон, для таких окошек специально создавали углубления-ниши, которые огораживались резной решёткой, придавая вид декоративного балкона. Традиция росписи восходит ещё к временам древней Булгарии до распространения ислама. Наибольшей росписью подвергались дома в заказанье, в то время, как в Самарской области дома выглядели гораздо скромнее. На стене дома или над входной двери вывешивались шамаили — красиво оформленные изречения из Корана, который в наше время вставляют в рамки со стеклом. Внутренний интерьер обильно украшался яркой материей, состоящей из молитвенных ковров, скатертей, салфеток и полотенцев, также в доме всегда было много подушек, перин, пуховых одеял. Комнаты огораживались чаршау и чыбылдыком, или же занавеской и пологом. Считается, что эта традиция восходит ещё ко временам, когда татары вели кочевой образ жизни. Дом отапливался «казаном» — крупной и низкой печью с вмазанным котлом, который находился в задней части дома, на печи устраивался выступ, который иногда был настолько широким, что на нём можно было самовар и чайную посуду. В общем во внутренней планировке татарского жилища наблюдается большое многообразие, вызванное постоянным стремлением создать более удобные планировки жилища.
Жилища бедных семей имели лишь одну комнату, и назывались четырёхстенками, так как семья были многолюдными, при возможности избу старались строить покрупнее. Семья высшего достатка строили себе 2-х или 3-х этажные дома, первый этаж возводился из кирпича, а остальные из дерева. Здание обильно украшалось рисунком и орнаментом.

## Галерея

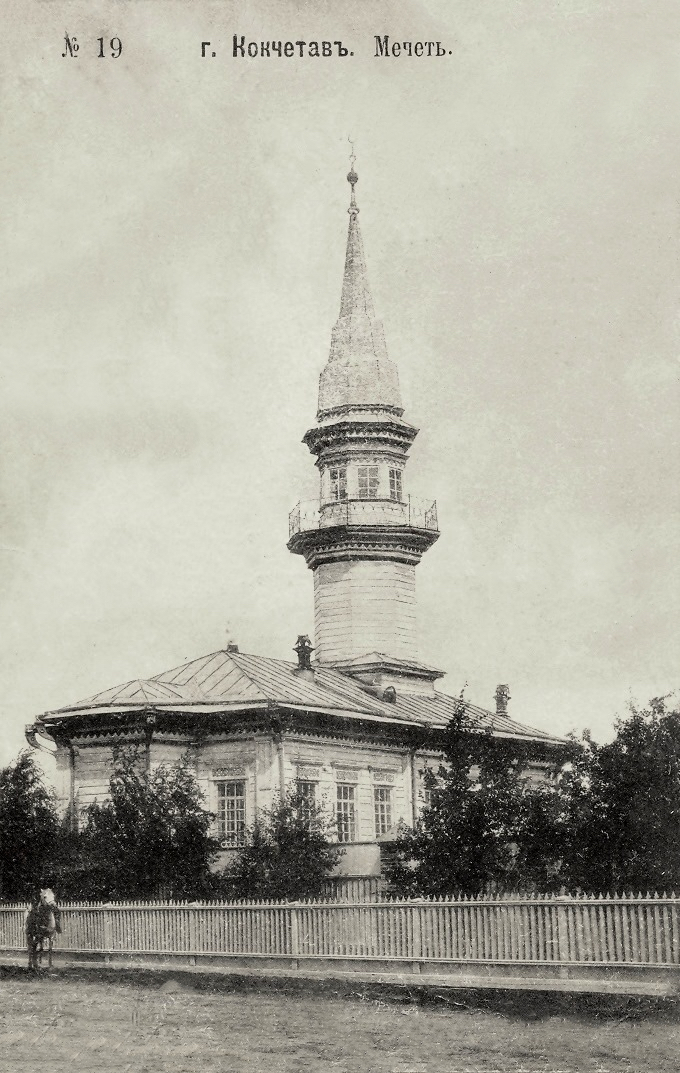
Кокшетауская первая джума-мечеть. 1912 год
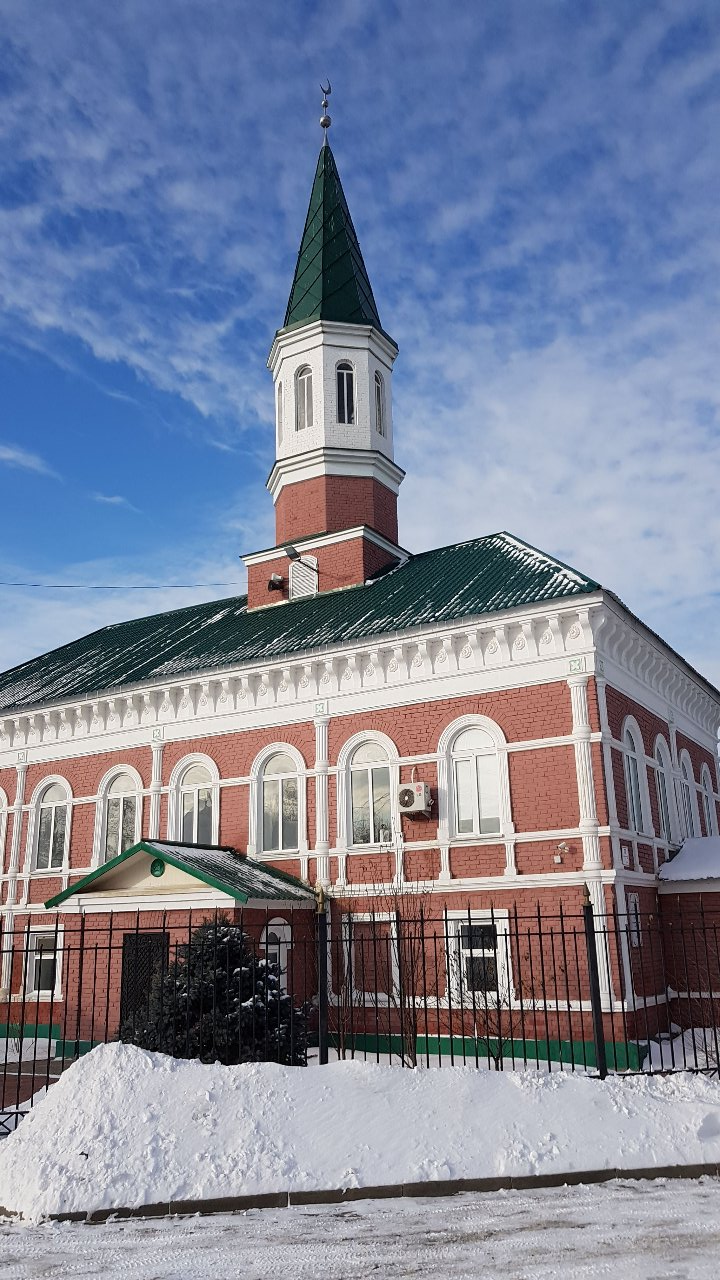
Красная мечеть в Уральске, Казахстан.
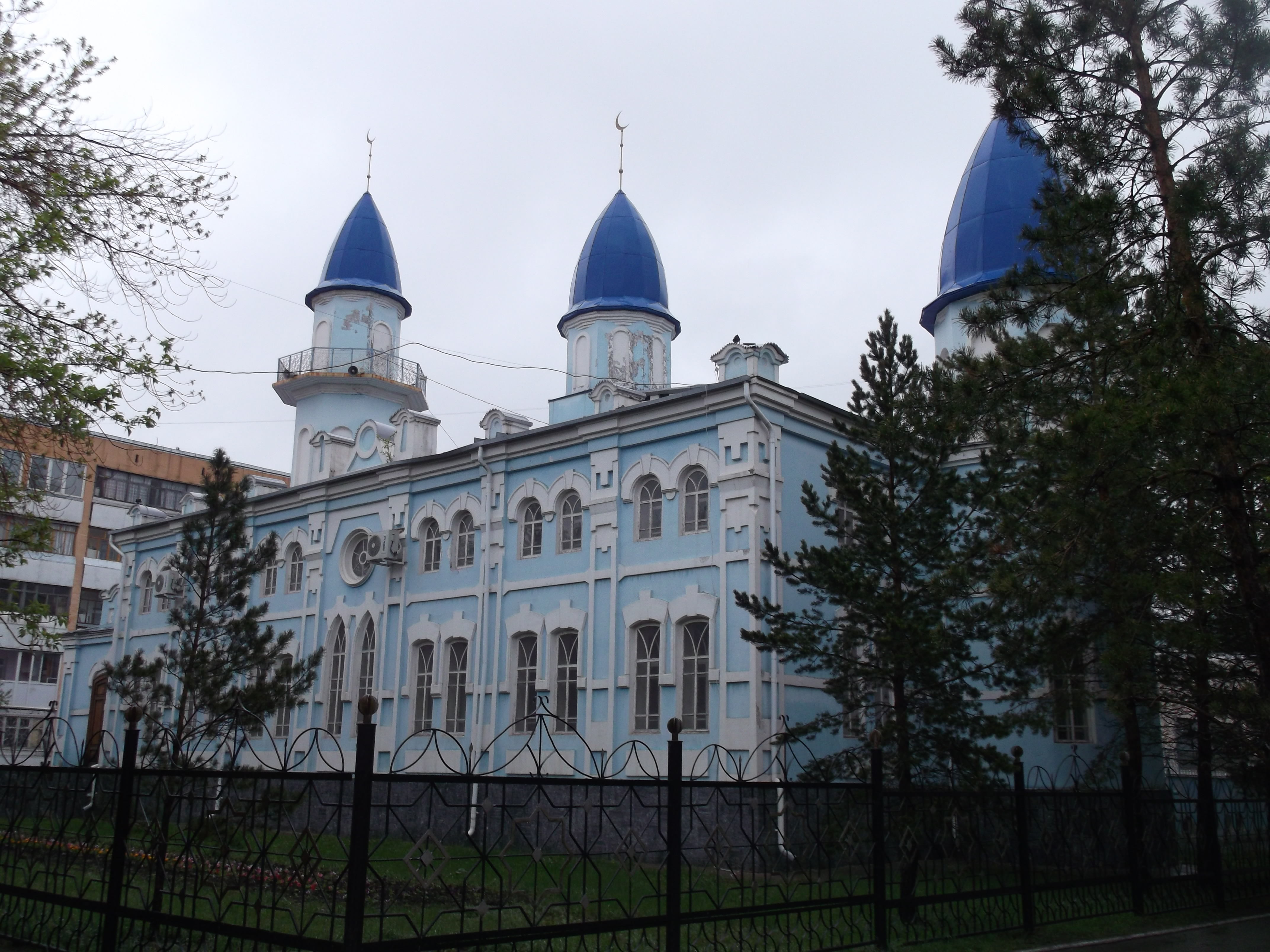
Мечеть имени Марал-ишана в Костанае, Казахстан.
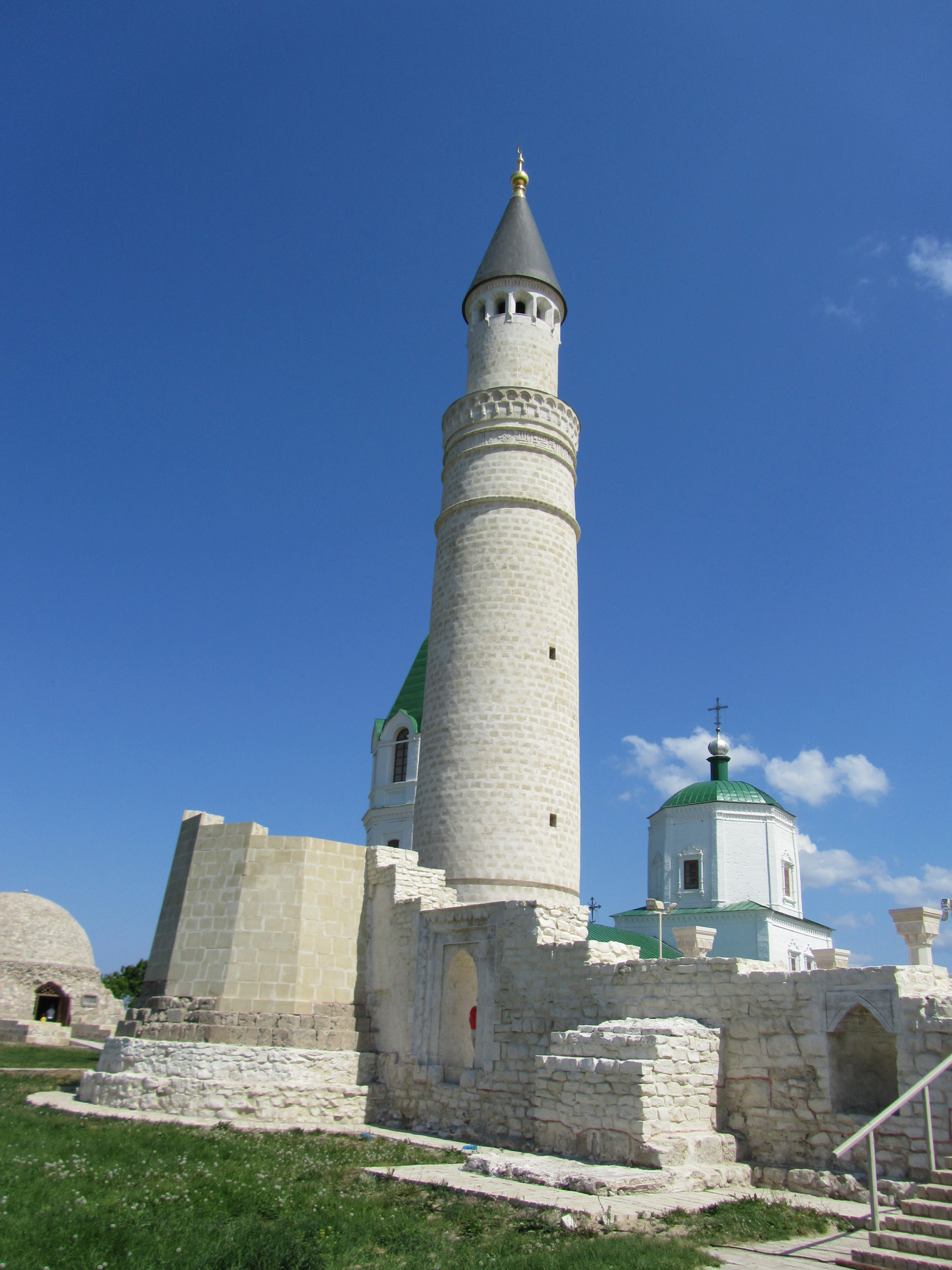
Булгарское городище, XII-XIV века.
Интерьер Чёрной палаты, Булгарское городище
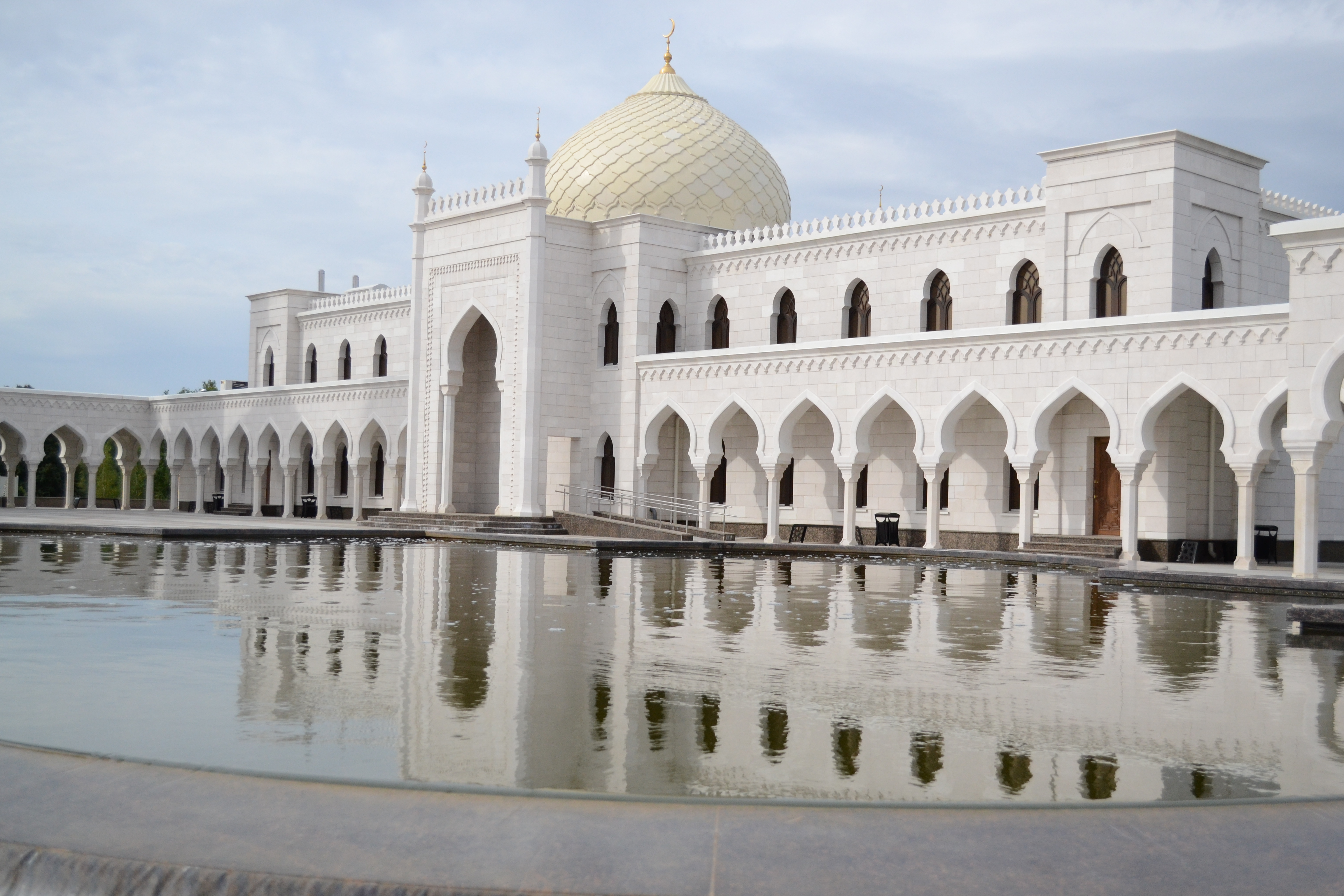
Белая мечеть (Болгар), выполненная в стиле булгарской архитектуры
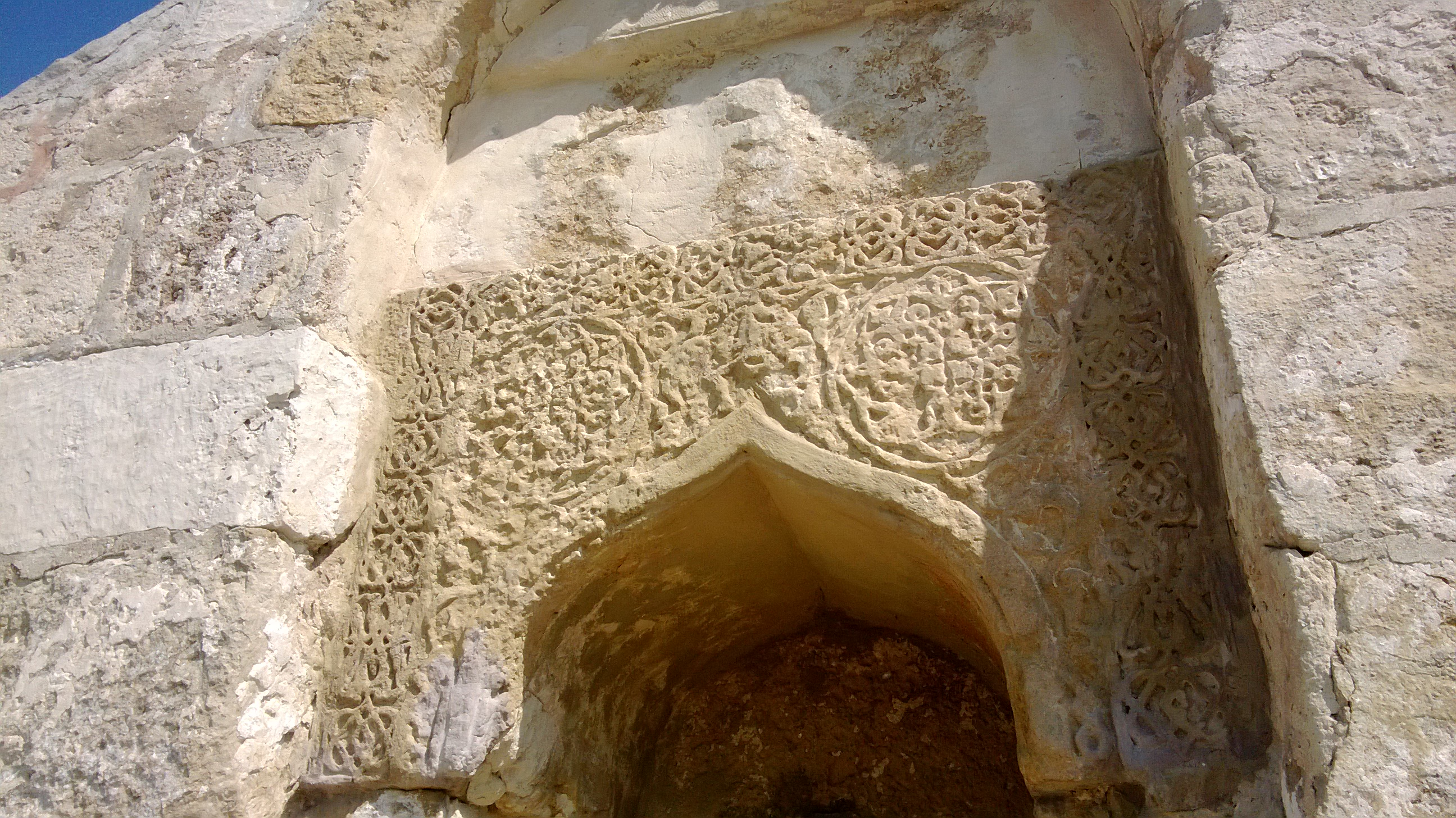
Булгарское городище, орнамент башни
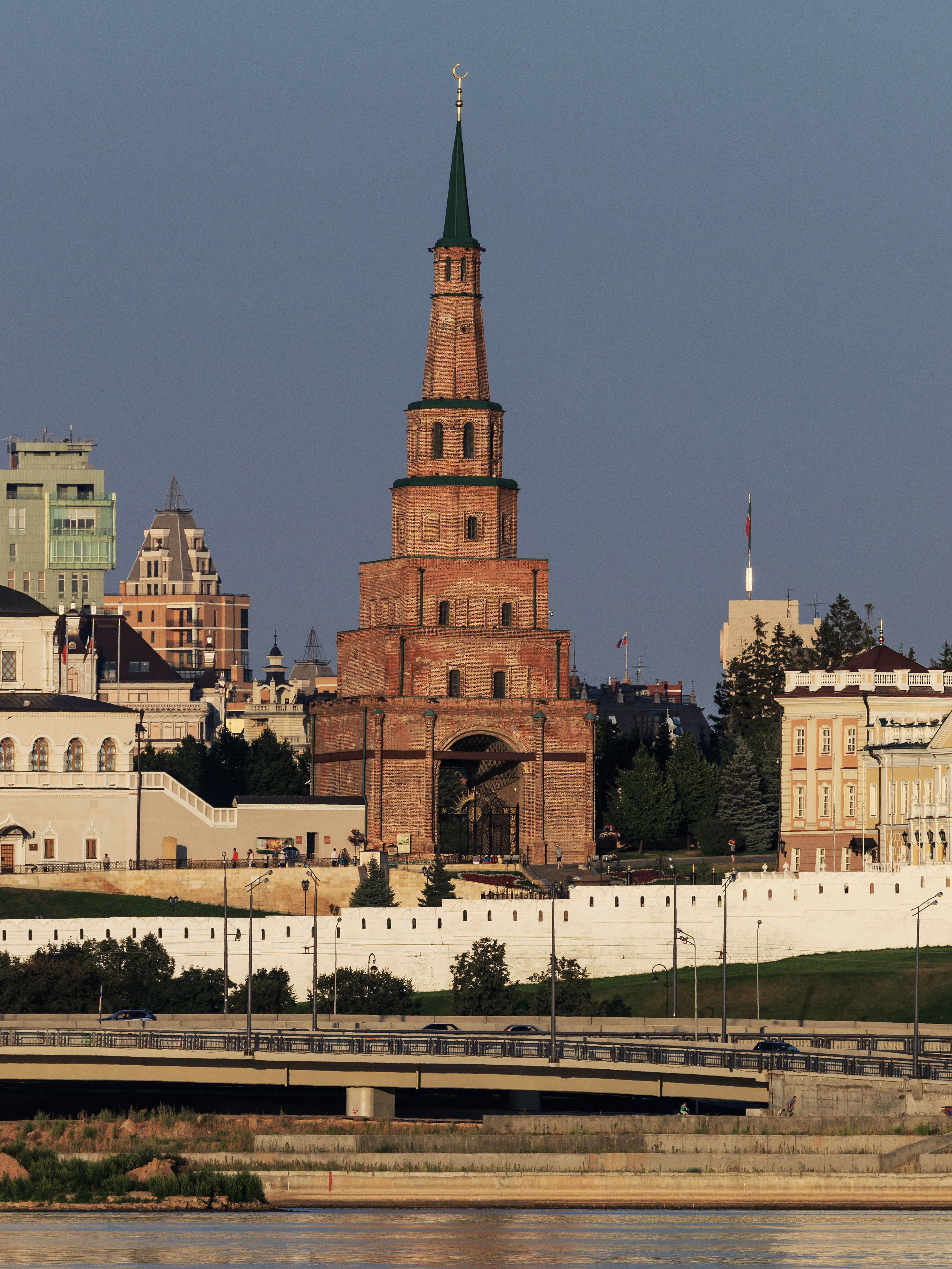
Башня Сююмбике, XVII—XVIII века.
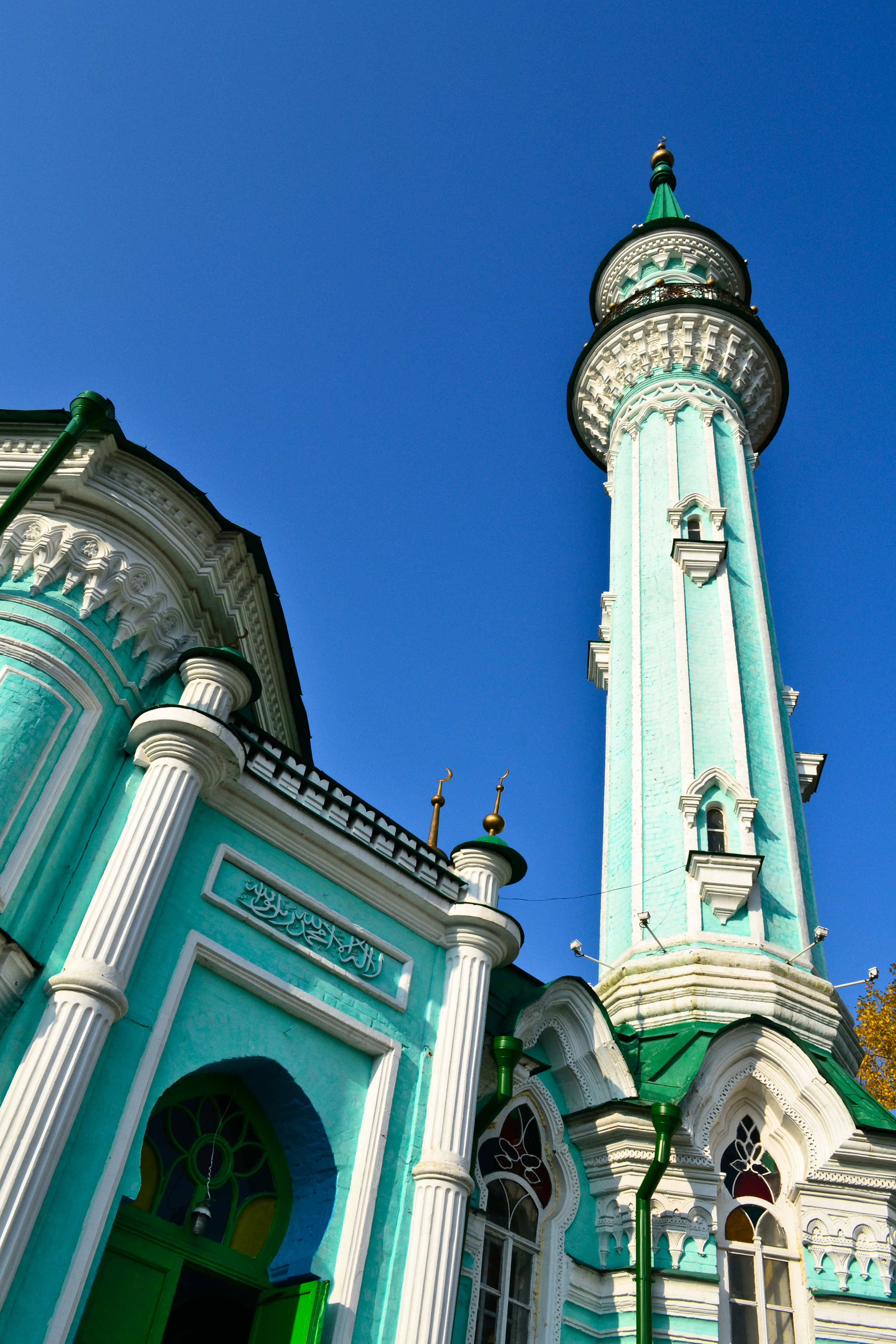
Азимовская мечеть, конец XIX века
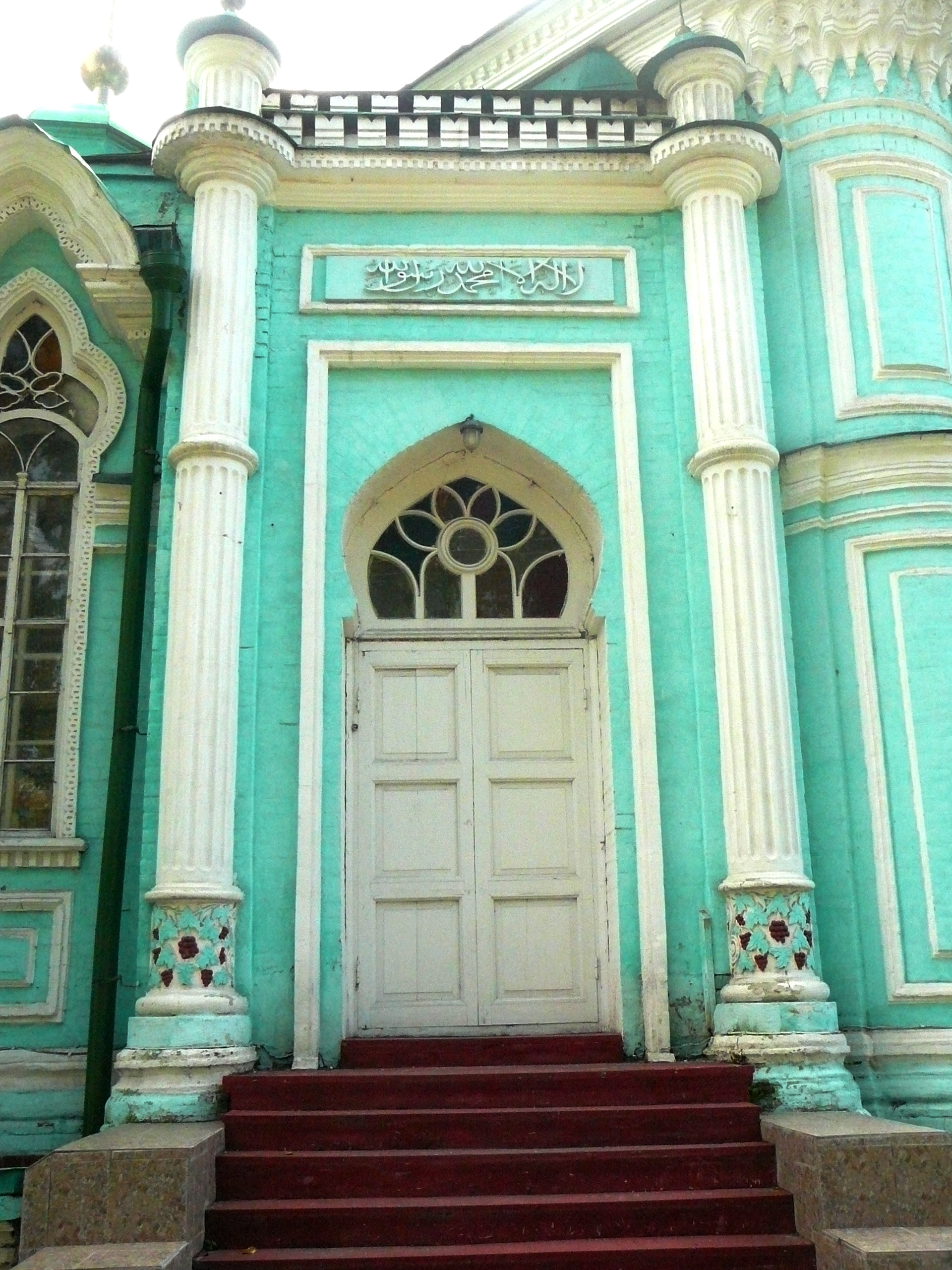
Азимовская мечеть, вход
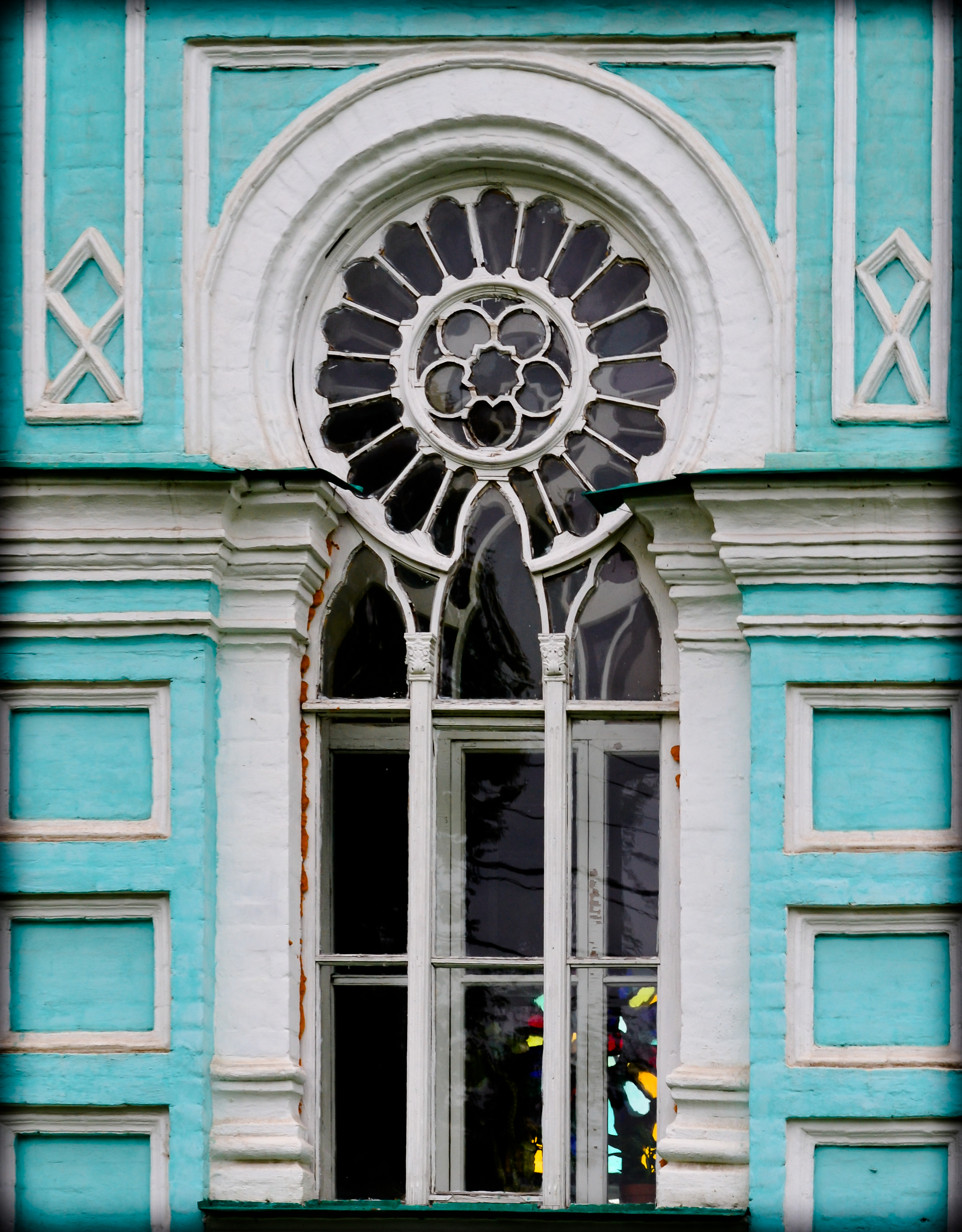
Азимовская мечеть, окно
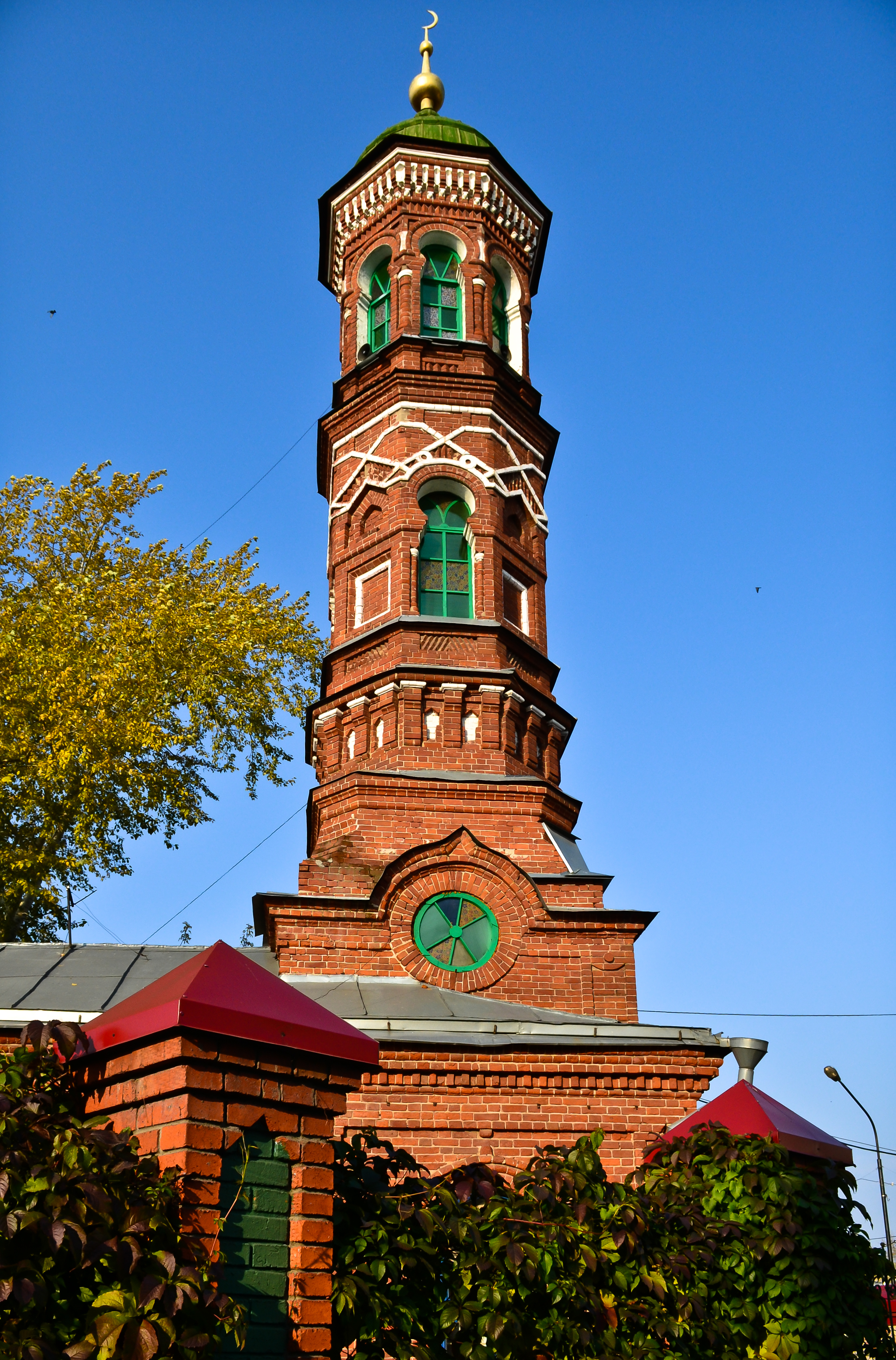
Бурнаевская мечеть, конец XIX века
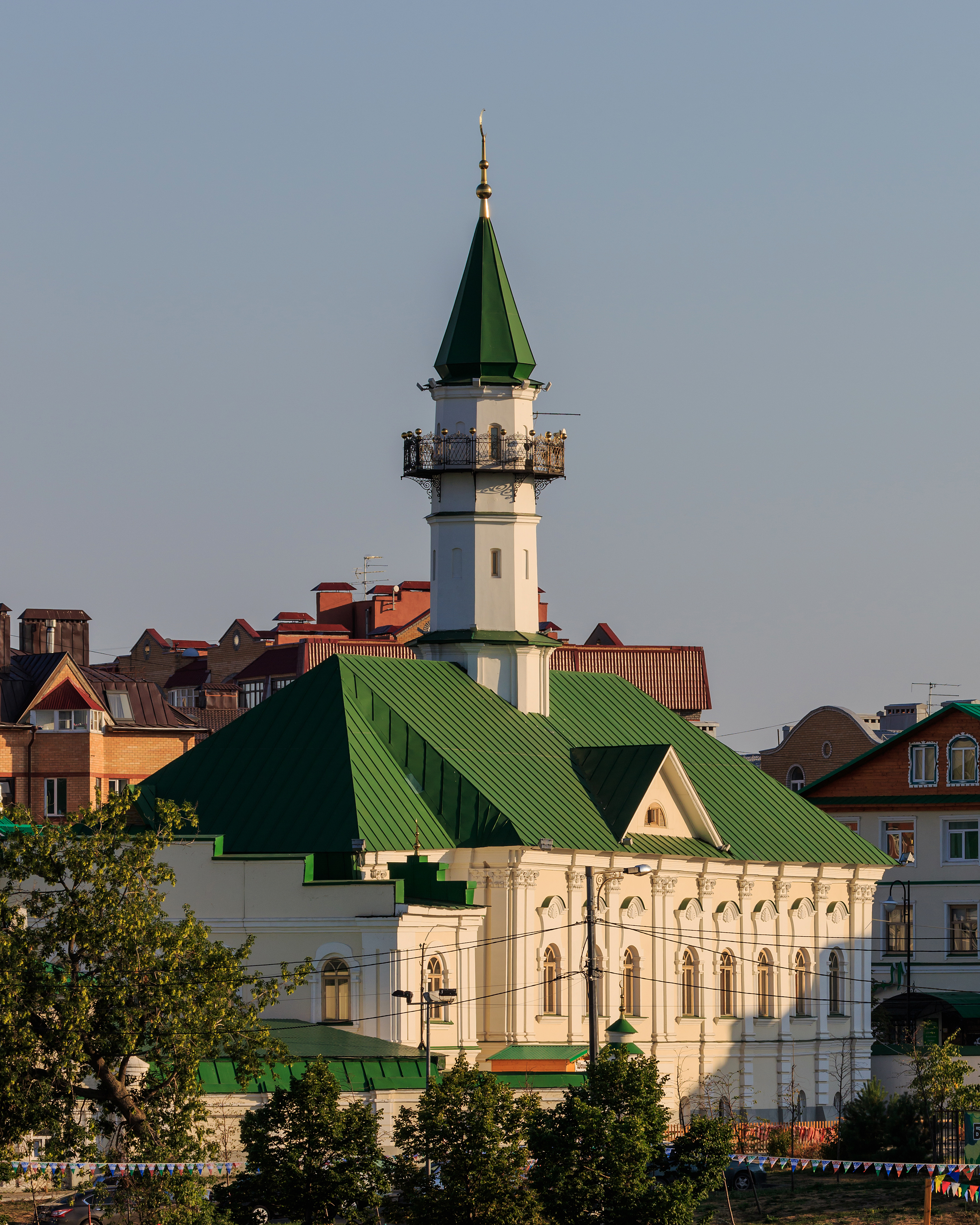
Мечеть Марджани, конец XVIII века
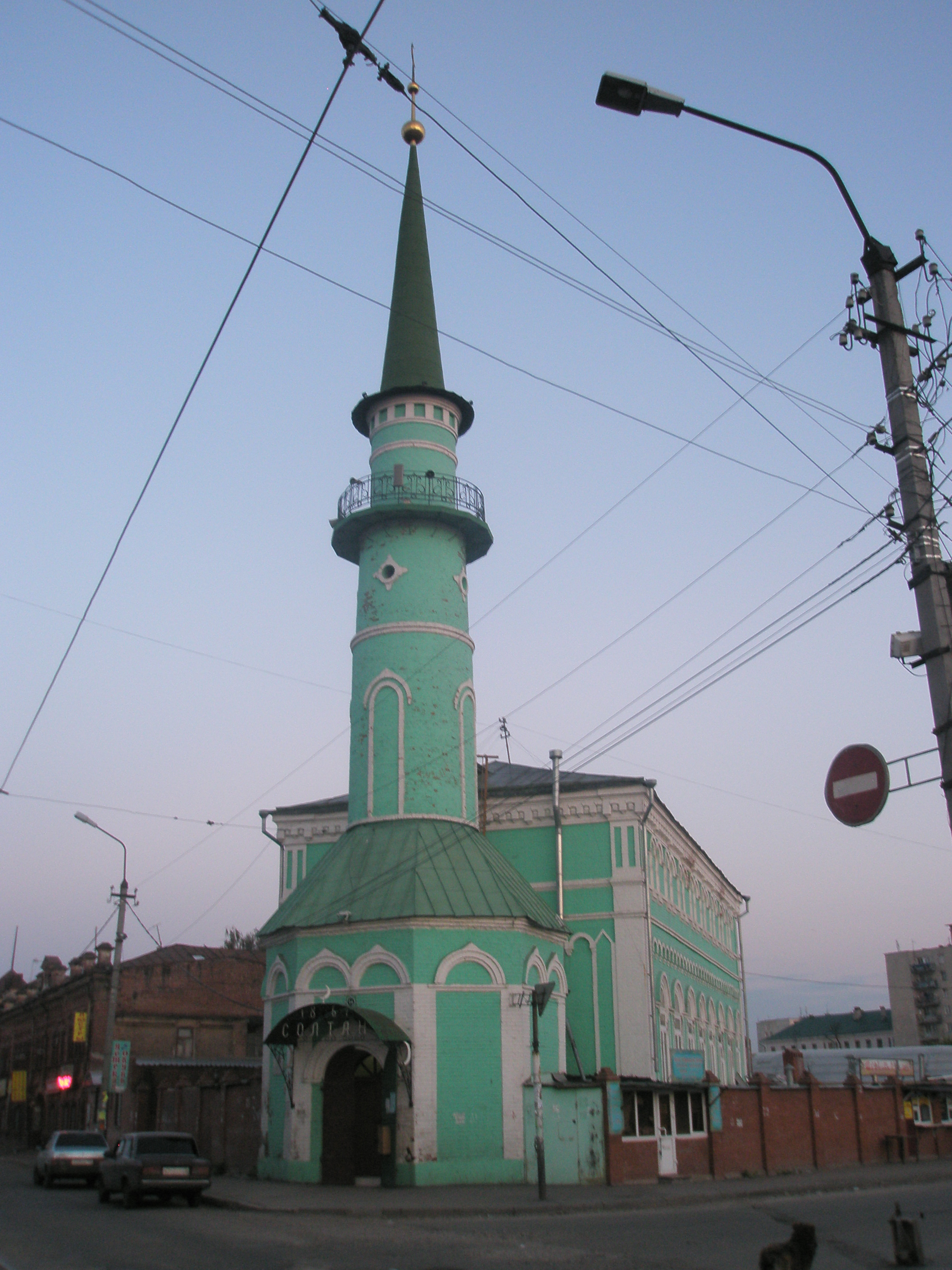
Султановская мечеть, конец XIX века
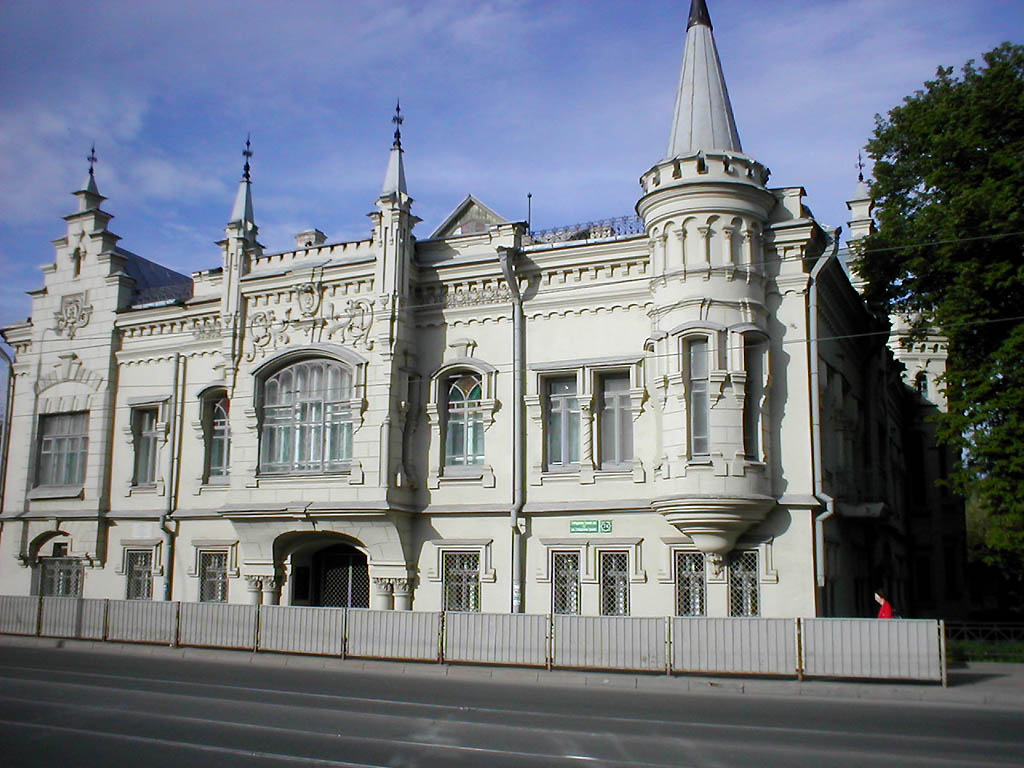
Дом Шамиля, сочетание эклектики и татарского зодчества
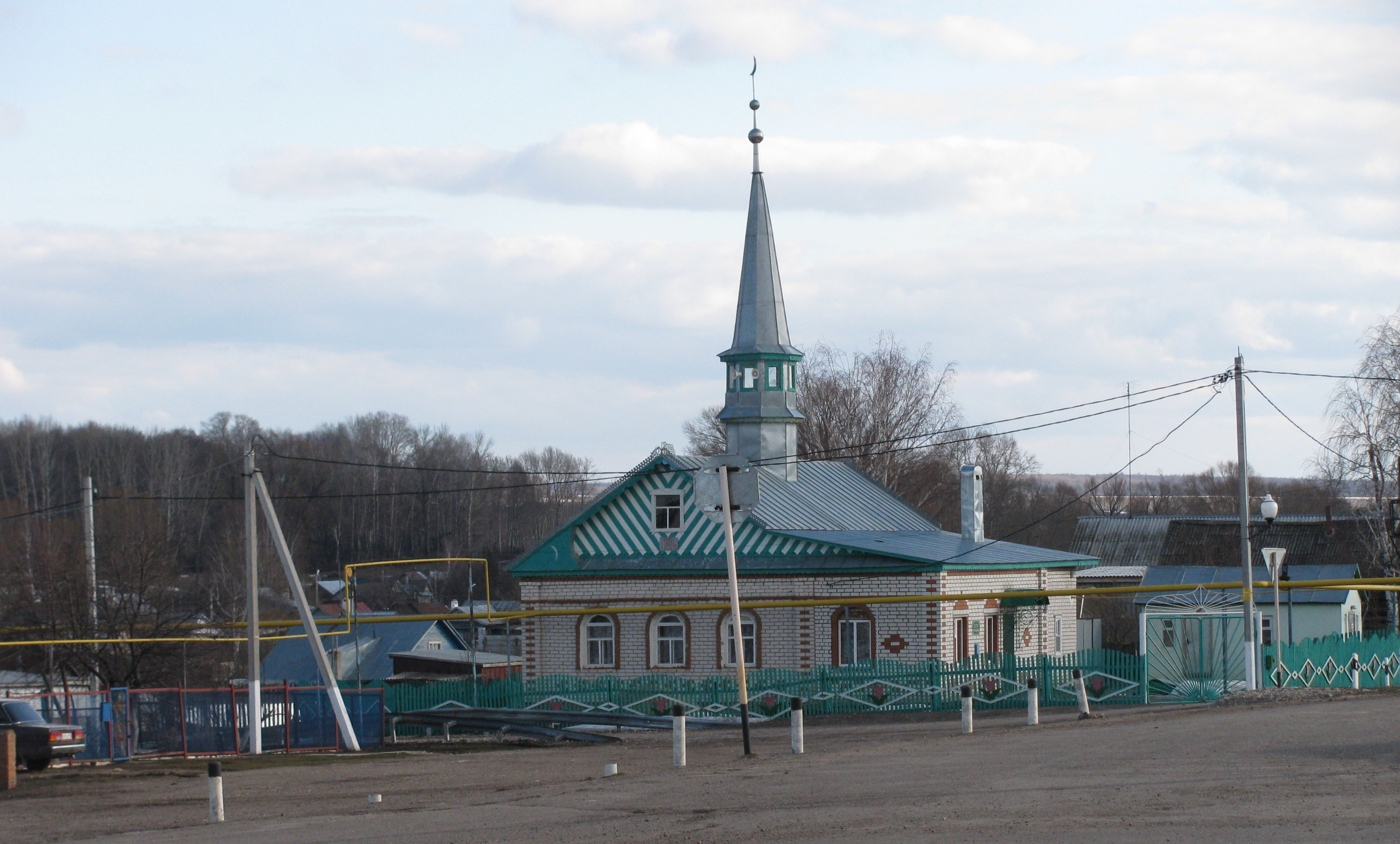
Типичная деревенская мечеть с минаретом на крыше в Больших Кайбицах, татарское зодчество
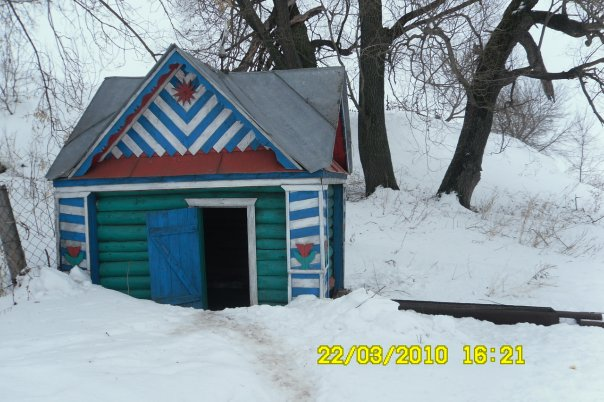
Деревянный домик из села Старые Чечкабы
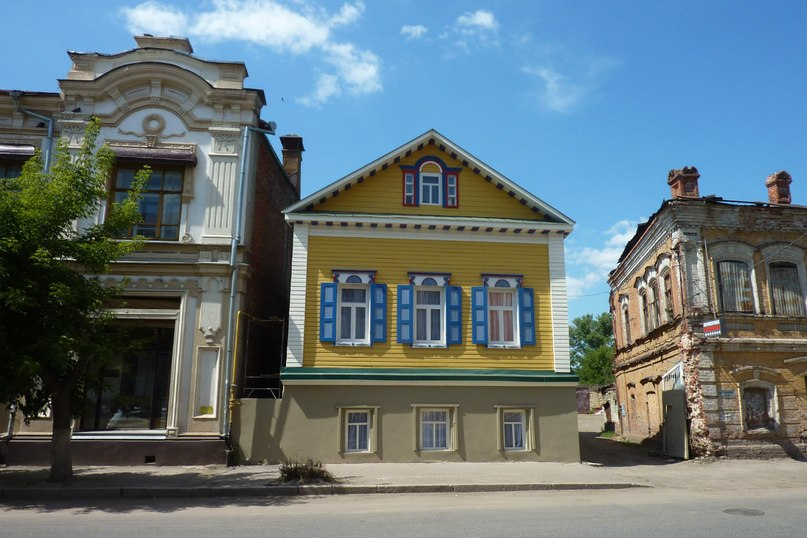
Музей чак-чака
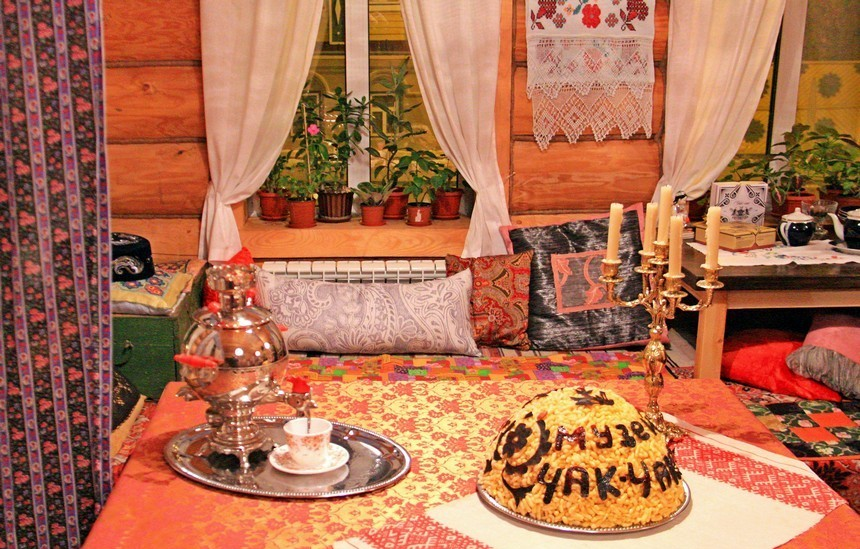
Интерьер музея чак-чака
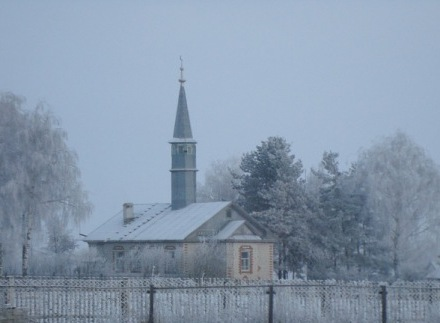
Ещё один пример деревенской традиционной мечети
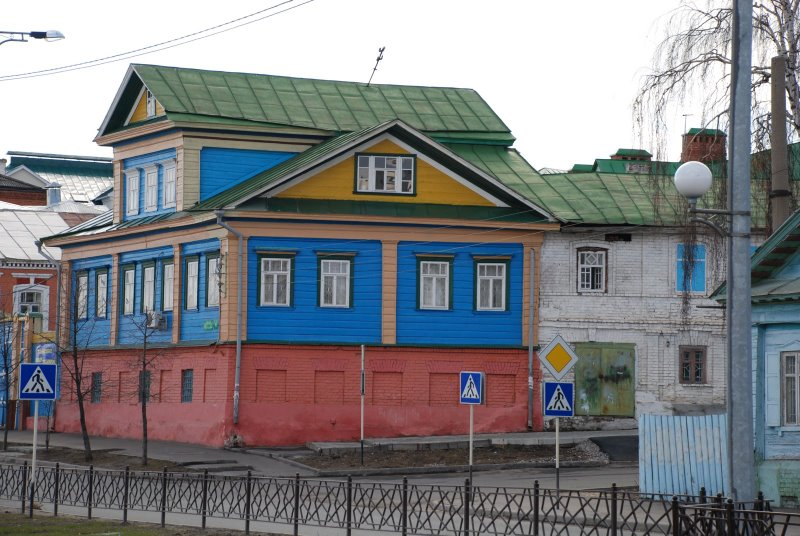
Деревянная усадьба, Казань
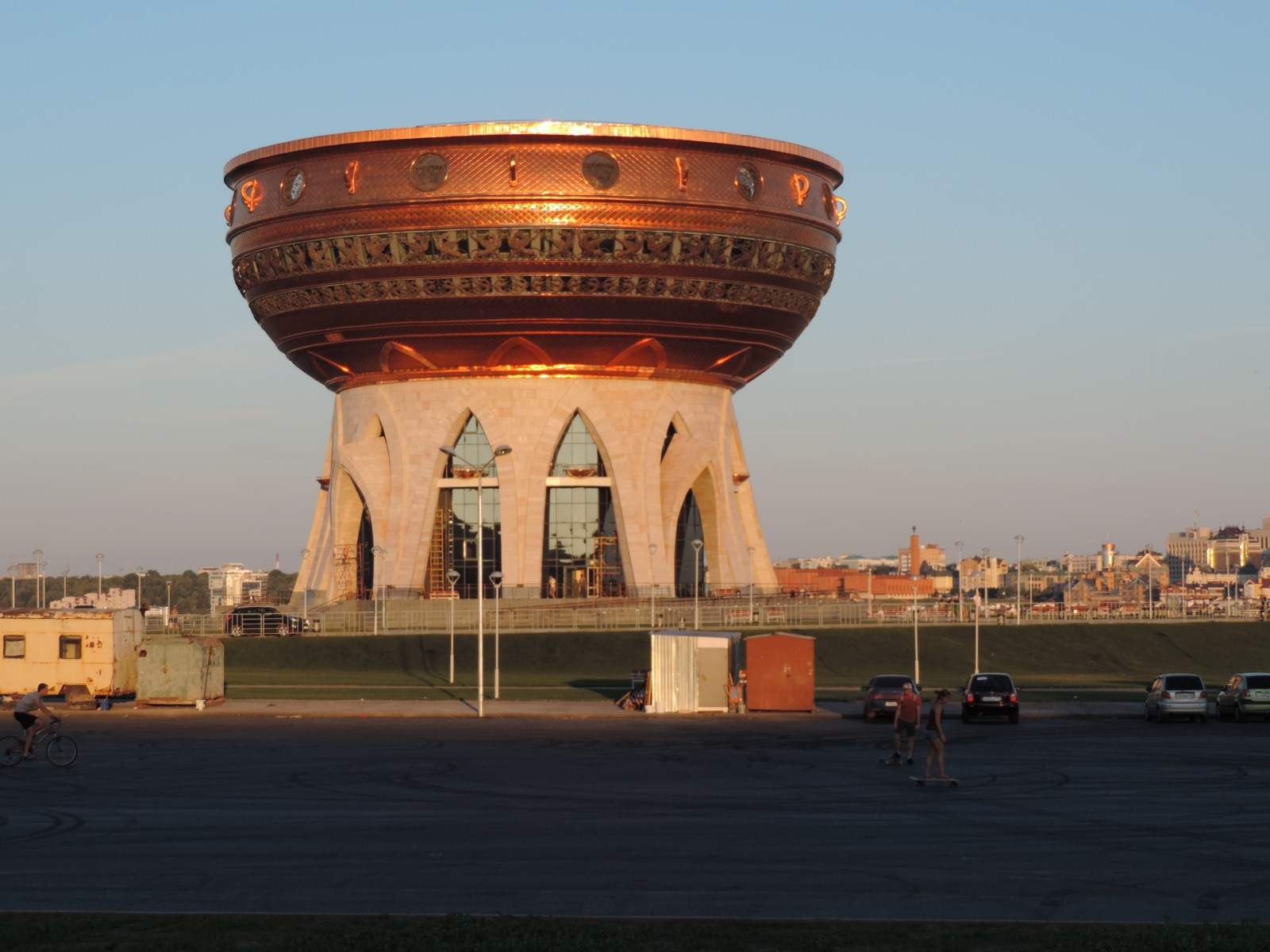
Центр семьи «Казань» — пример современной монументальной архитектуры с татарскими реминисценциями.
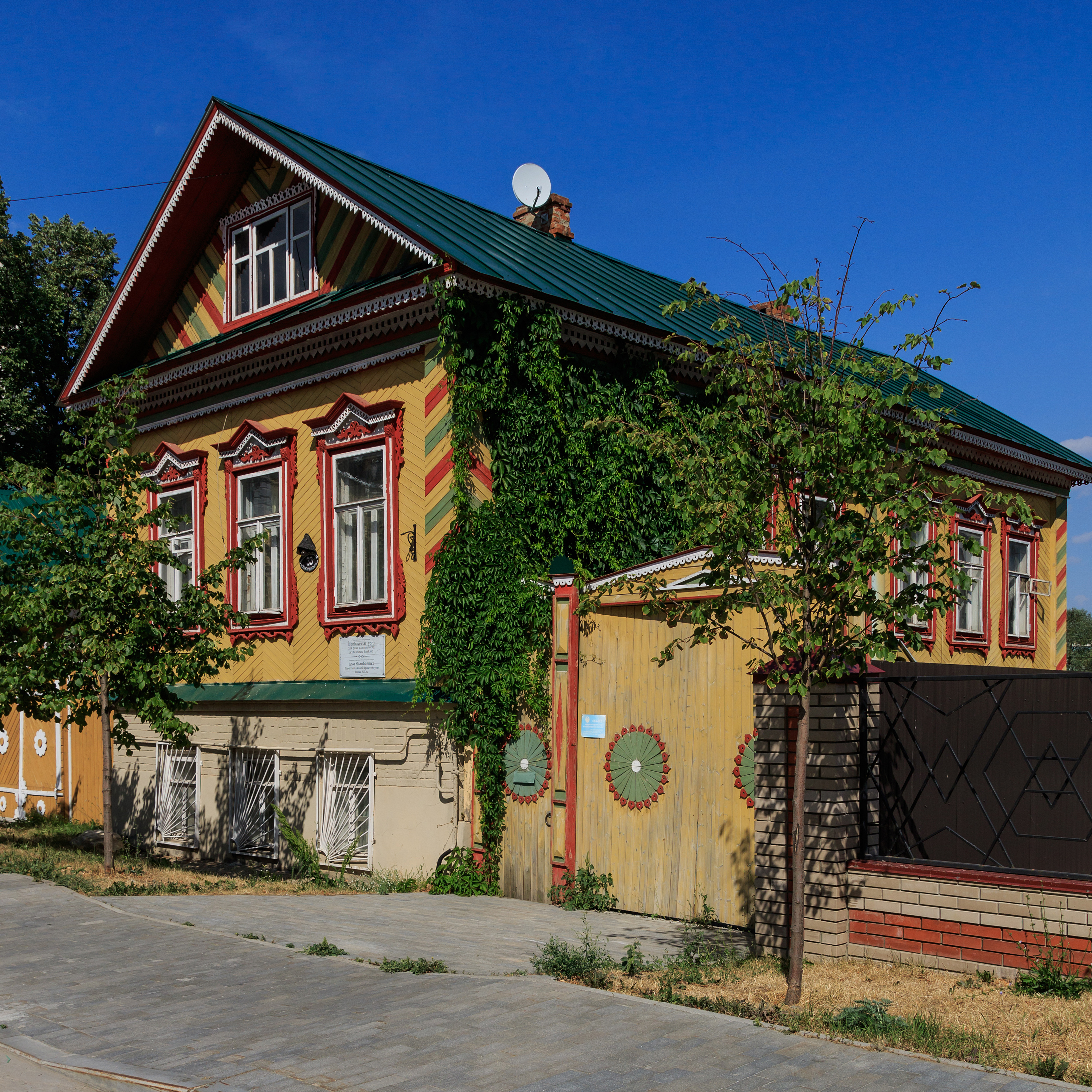
Казанское здание — пример традиционного деревянного зодчества
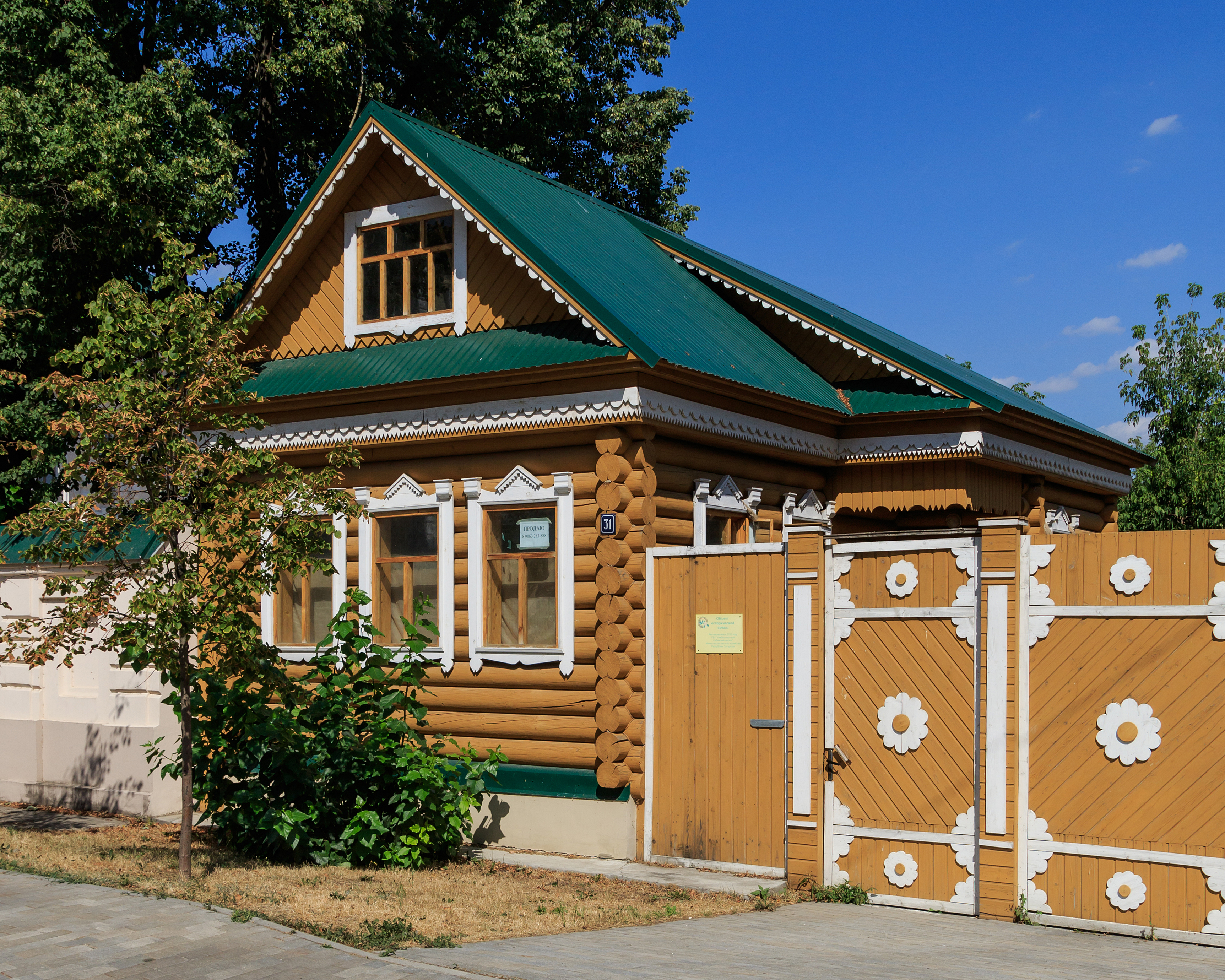
Ещё одно традиционное здание
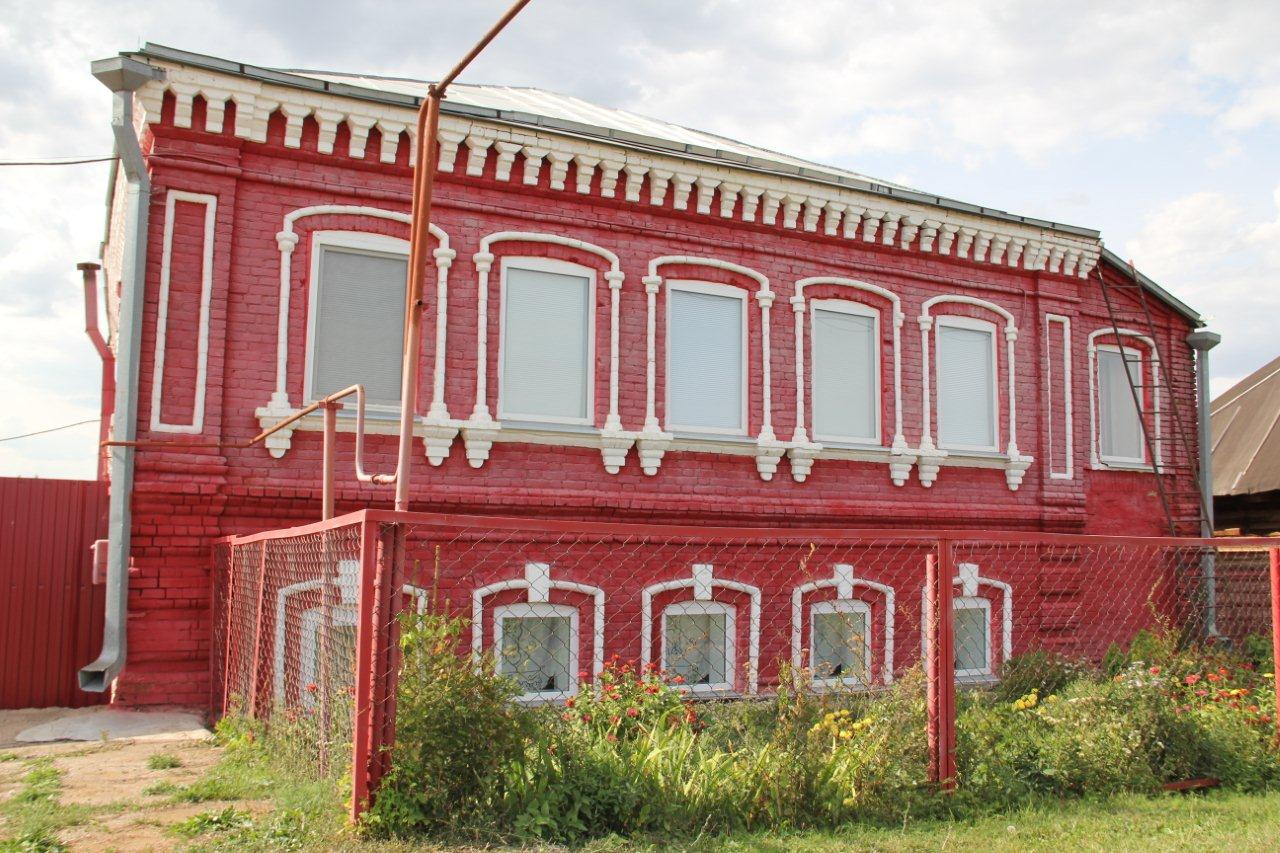
Купеческий дом Тикунова в Шереметьевке
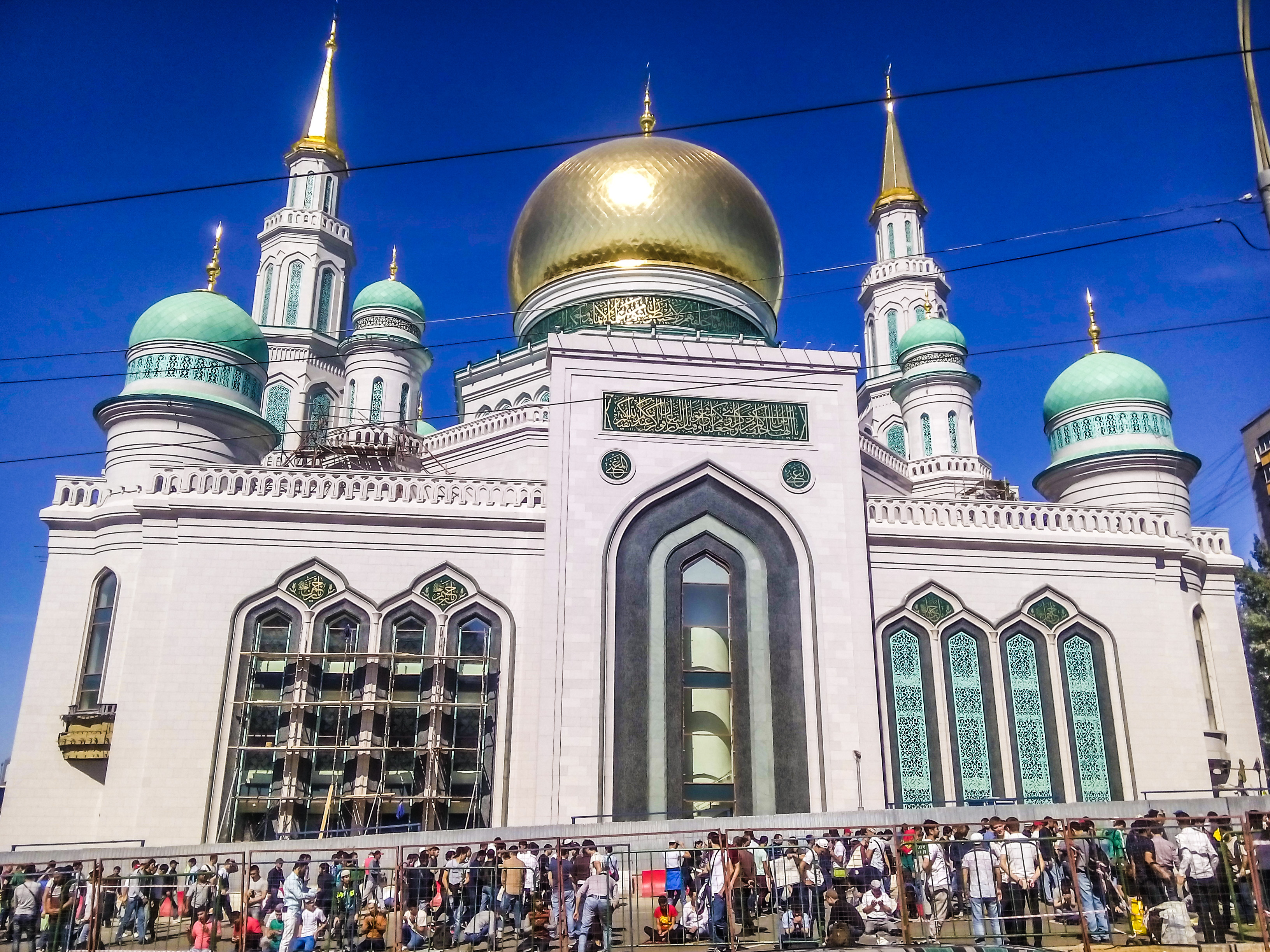
Московская соборная мечеть, сочетает в себе элементы исламской архитектуры и татарского зодчества
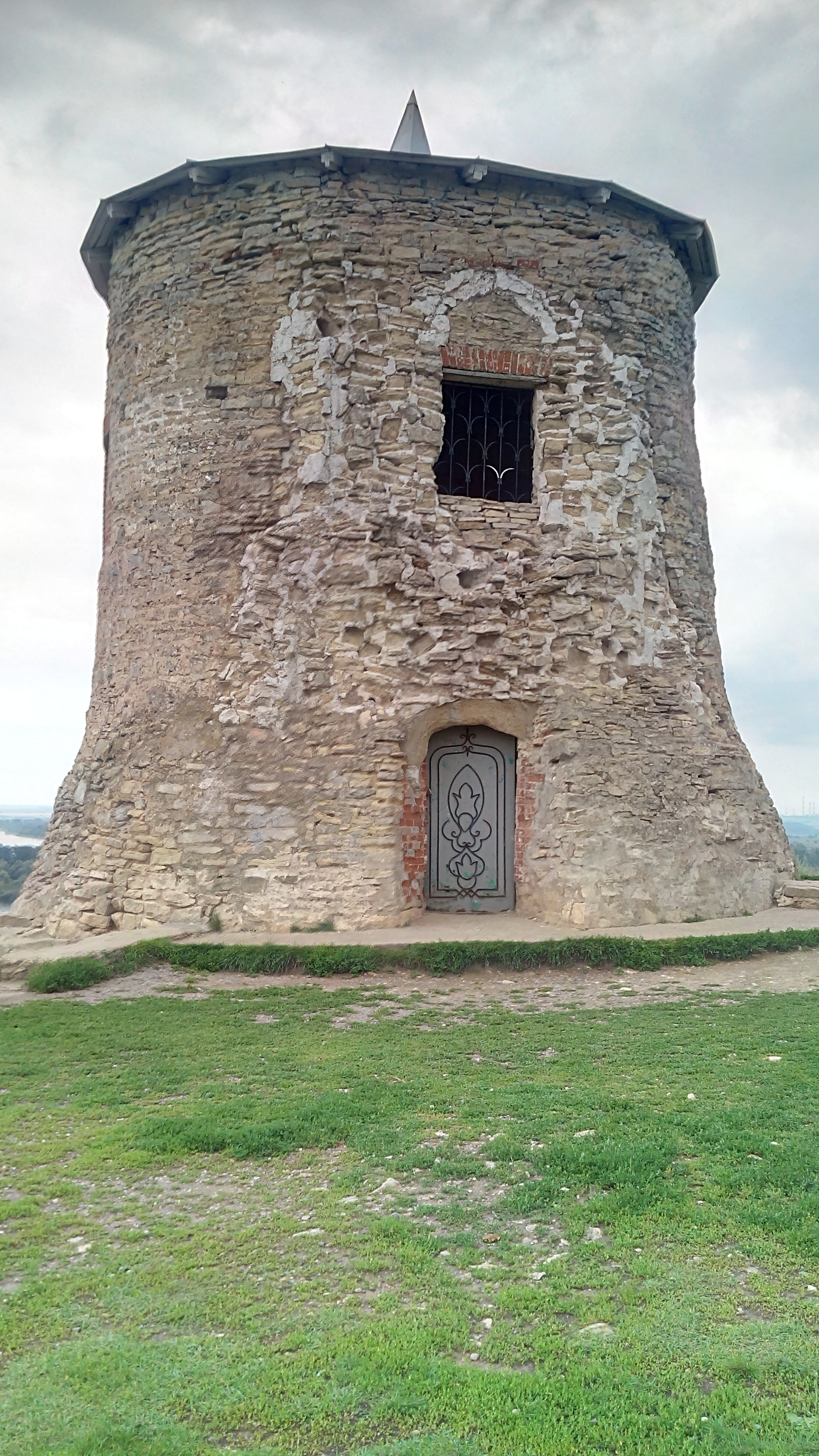
Башня Елабужского городища
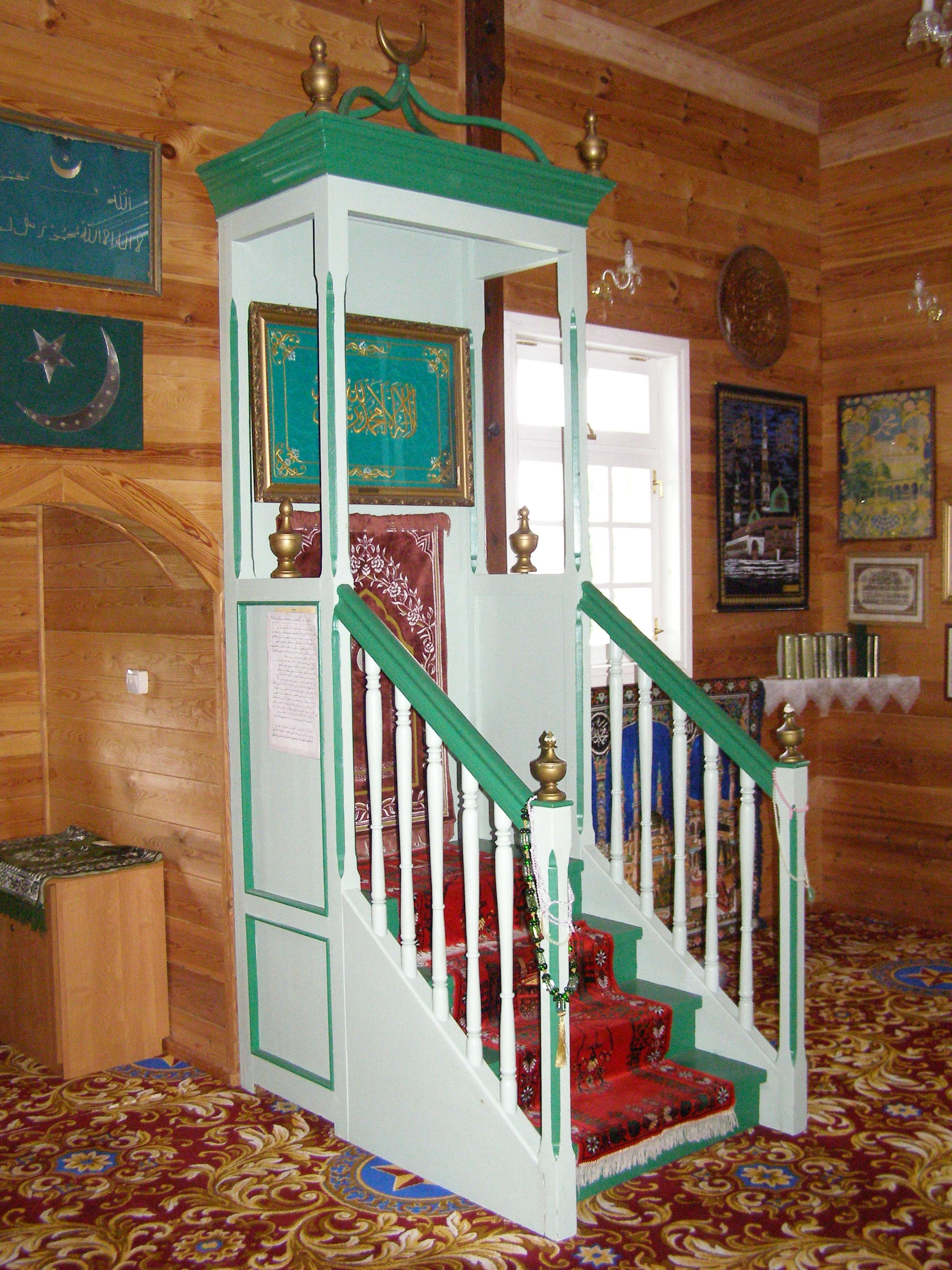
Интерьер деревянной мечети
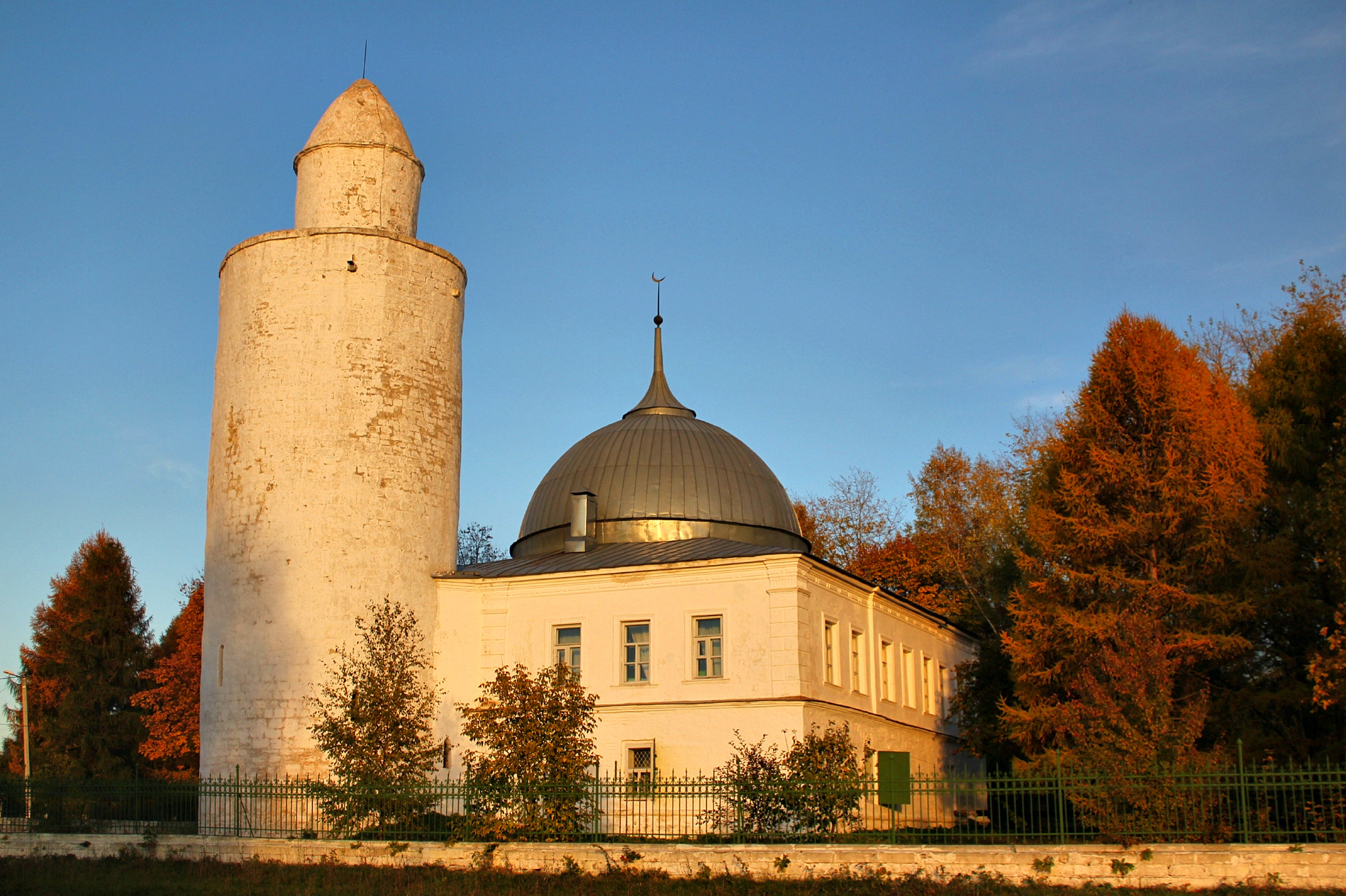
Касимовская мечеть